# Leichtathletik-Europameisterschaften 2018/Marathon der Männer

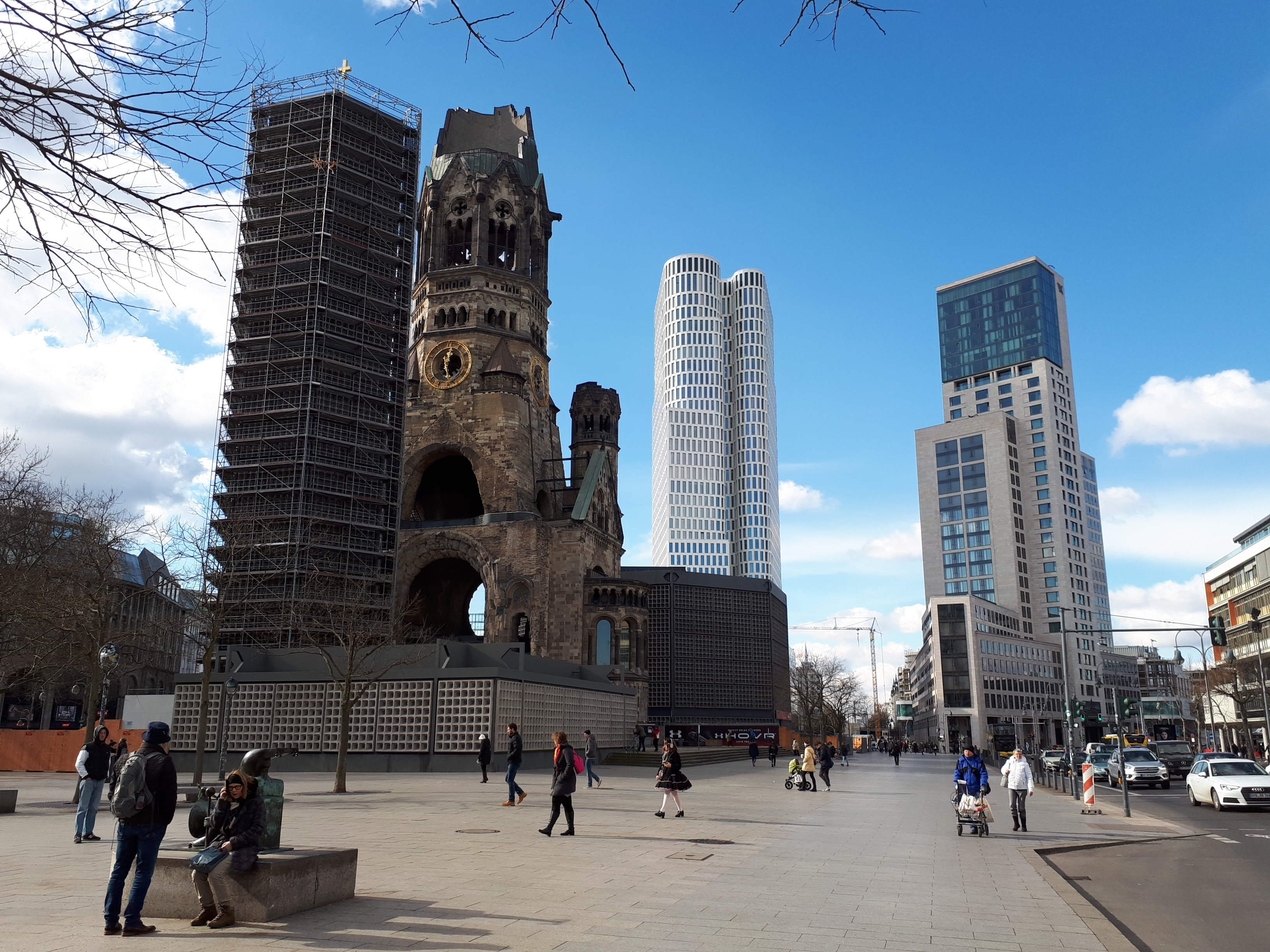
Breitscheidplatz an der Kaiser-Wilhelm-Gedächtniskirche,
Start und Ziel des Rennens

Der Marathonlauf der Männer bei den Leichtathletik-Europameisterschaften 2018 fand am 12. August in der deutschen Hauptstadt Berlin statt. Neben der Einzelwertung gab es auch eine Mannschaftswertung, den sogenannten Marathon Cup, mit den jeweils besten drei Läufern je Land, deren Zeiten addiert wurden. Dieser Marathon Cup wurde zum zweiten Mal ausgetragen, wurde in der offiziellen Medaillenwertung jedoch nicht mitgezählt.
Europameister wurde der Belgier Koen Naert. Der Schweizer Tadesse Abraham gewann die Silbermedaille. Auf den dritten Platz kam der Italiener Yassine Rachik.
Den Marathon Cup gewann Italien mit Yassine Rachik, Eyob Ghebrehiwet Faniel und Stefano La Rosa. Spanien (Javier Guerra, Jesús España, Camilo Raúl Santiago) gewann die Silbermedaille. Bronze ging an Österreich mit Lemawork Ketema, Peter Herzog, Christian Steinhammer.

## Strecke
Das Rennen wurde in der Berliner Innenstadt auf einem Rundkurs ausgetragen. Eine Runde betrug zehn Kilometer, in der letzten Runde kam noch eine weitere Zusatzschleife hinzu – ein Teilabschnitt der Straße des 17. Juni zwischen dem Großen Stern und dem Brandenburger Tor.
Start und Ziel des Laufs lagen an der Kaiser-Wilhelm-Gedächtniskirche auf dem Breitscheidplatz. Es wurden Sehenswürdigkeiten passiert wie der Große Tiergarten, die Berliner Siegessäule, das Schloss Bellevue, das Haus der Kulturen der Welt, das Reichstagsgebäude, das Sowjetische Ehrenmal im Tiergarten, das Brandenburger Tor, der Pariser Platz, das Denkmal für die ermordeten Juden Europas, der Potsdamer Platz, die Neue Nationalgalerie, das Bauhaus-Archiv sowie der Kurfürstendamm und die Tauentzienstraße. Die Strecke verlief durch die Ortsteile Charlottenburg, Tiergarten und Mitte.
Verpflegungsstationen waren am Reichpietschufer und am Schloss Bellevue. Wasser und Schwämme wurden am Olof-Palme-Platz, am Sowjetischen Ehrenmal im Tiergarten sowie in der Zusatzschleife verteilt. Duschen gab es am Sowjetischen Ehrenmal im Tiergarten und in der Tauentzienstraße.

## Rekorde

### Bestehende Rekorde, Einzelwertung
| Weltrekord           | 2:02:57 h | Dennis Kipruto Kimetto | Berlin-Marathon, Deutschland | 28. September 2014 |
| Europarekord         | 2:05:48 h | Sondre Nordstad Moen   | Fukuoka-Marathon, Japan      | 3. Dezember 2017   |
| Meisterschaftsrekord | 2:10:31 h | Martín Fiz             | EM Helsinki, Finnland        | 14. August 1994    |

### Rekordverbesserungen, Einzelwertung
Im Rennen am 12. August wurde der bestehende EM-Rekord verbessert und es gab einen neuen Landesrekord.
- Meisterschaftsrekord: 2:09:51 h – Koen Naert, Belgien
- Landesrekord: 2:13:00 h – Marhu Teferi, Israel

### Meisterschaftsrekord Marathon Cup
| Bestehender Rekord | 6:46:04 h | Russland (Alexei Reunkow – 2:12:15 h, Stepan Kisseljow – 2:15:45 h, Sergei Rybin – 2:18:04 h)          | EM Zürich, Schweiz     | 17. August 2014 |
| Rekordverbesserung | 6:40:48 h | Italien (Yassine Rachik – 2:12:09 h, Eyob Ghebrehiwet Faniel – 2:12:43 h, Stefano La Rosa – 2:15:57 h) | EM Berlin, Deutschland | 12. August 2018 |

## Legende
Kurze Übersicht zur Bedeutung der Symbolik – so üblicherweise auch in sonstigen Veröffentlichungen verwendet:
| CR  | Championshiprekord                       |
| NR  | Nationaler Rekord                        |
| DR  | Deutscher Rekord                         |
| PB  | Persönliche Bestleistung                 |
| SB  | Persönliche Jahresbestleistung           |
| DNF | Wettkampf nicht beendet (did not finish) |

## Ergebnisse

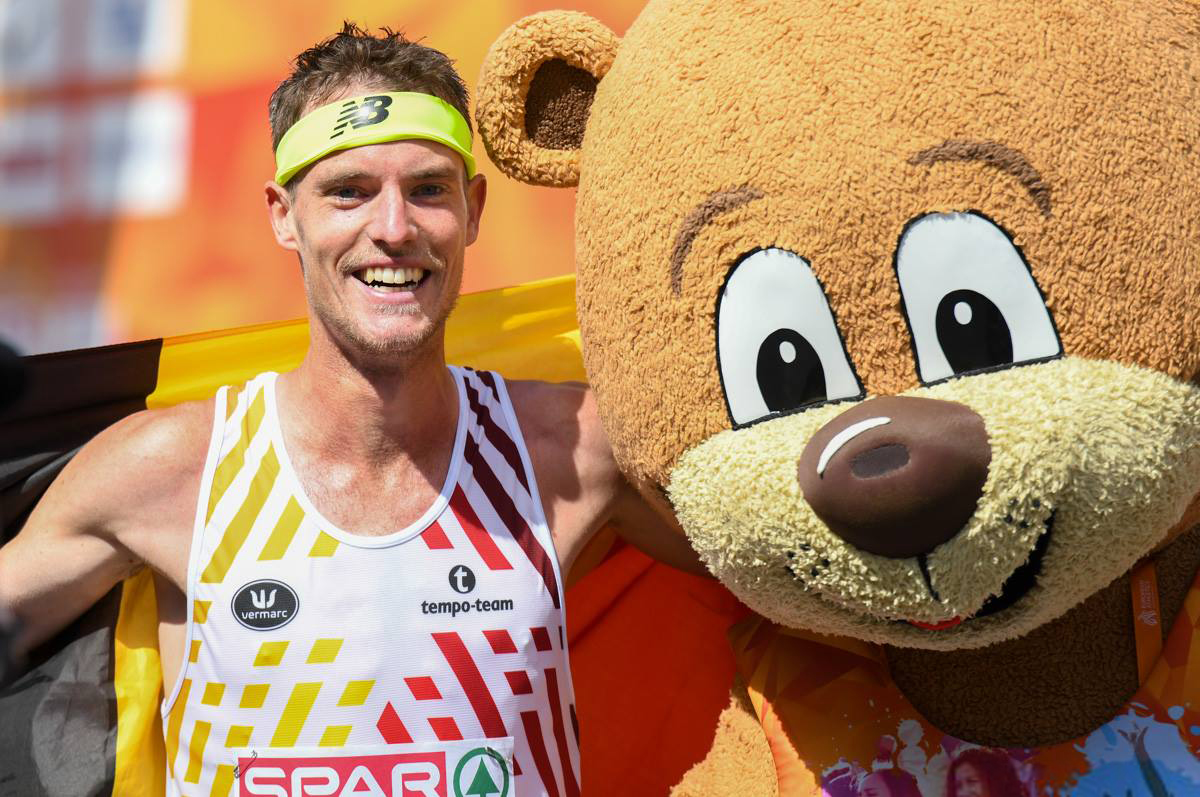
Europameister Koen Naert

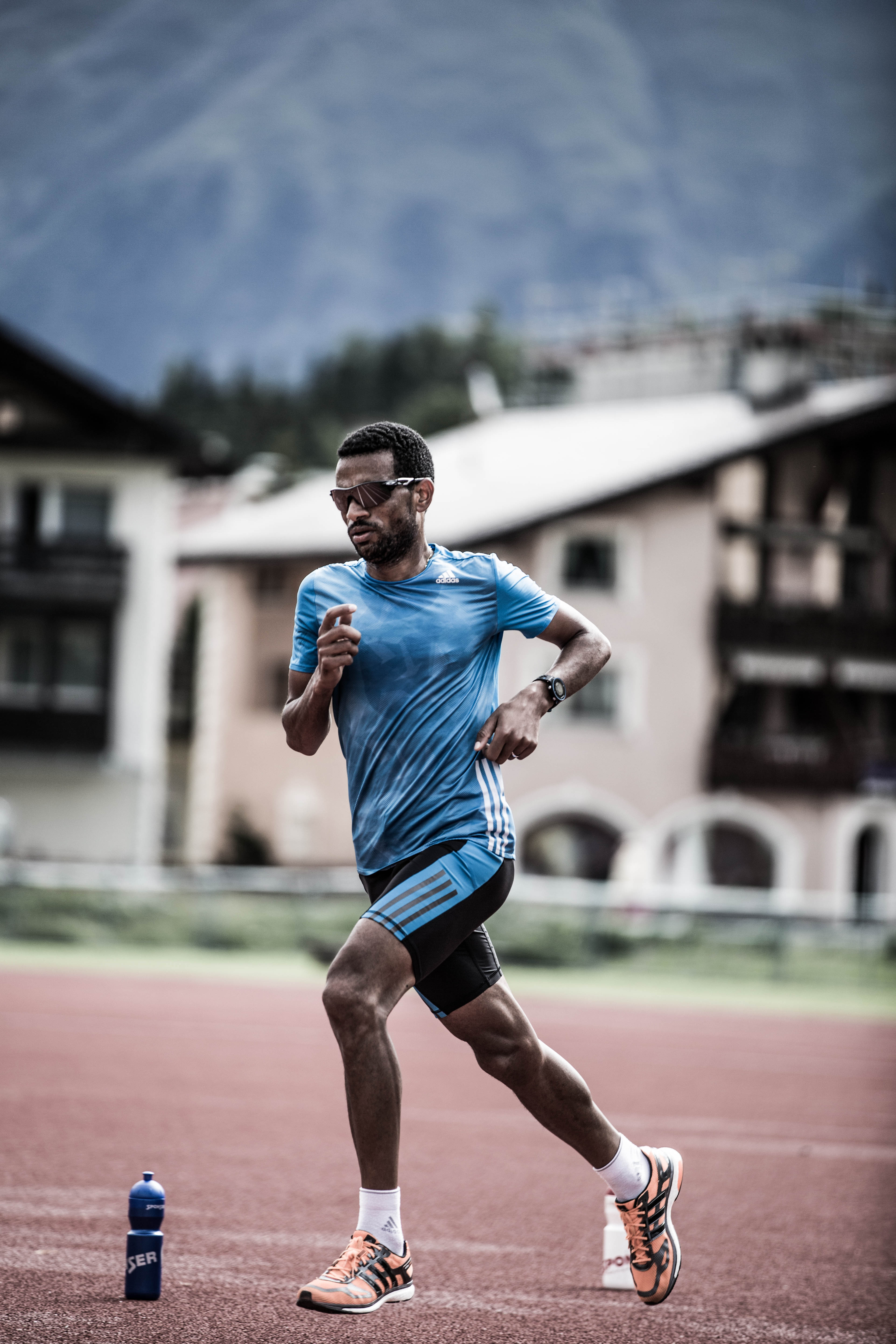
Vizeeuropameister Tadesse Abraham

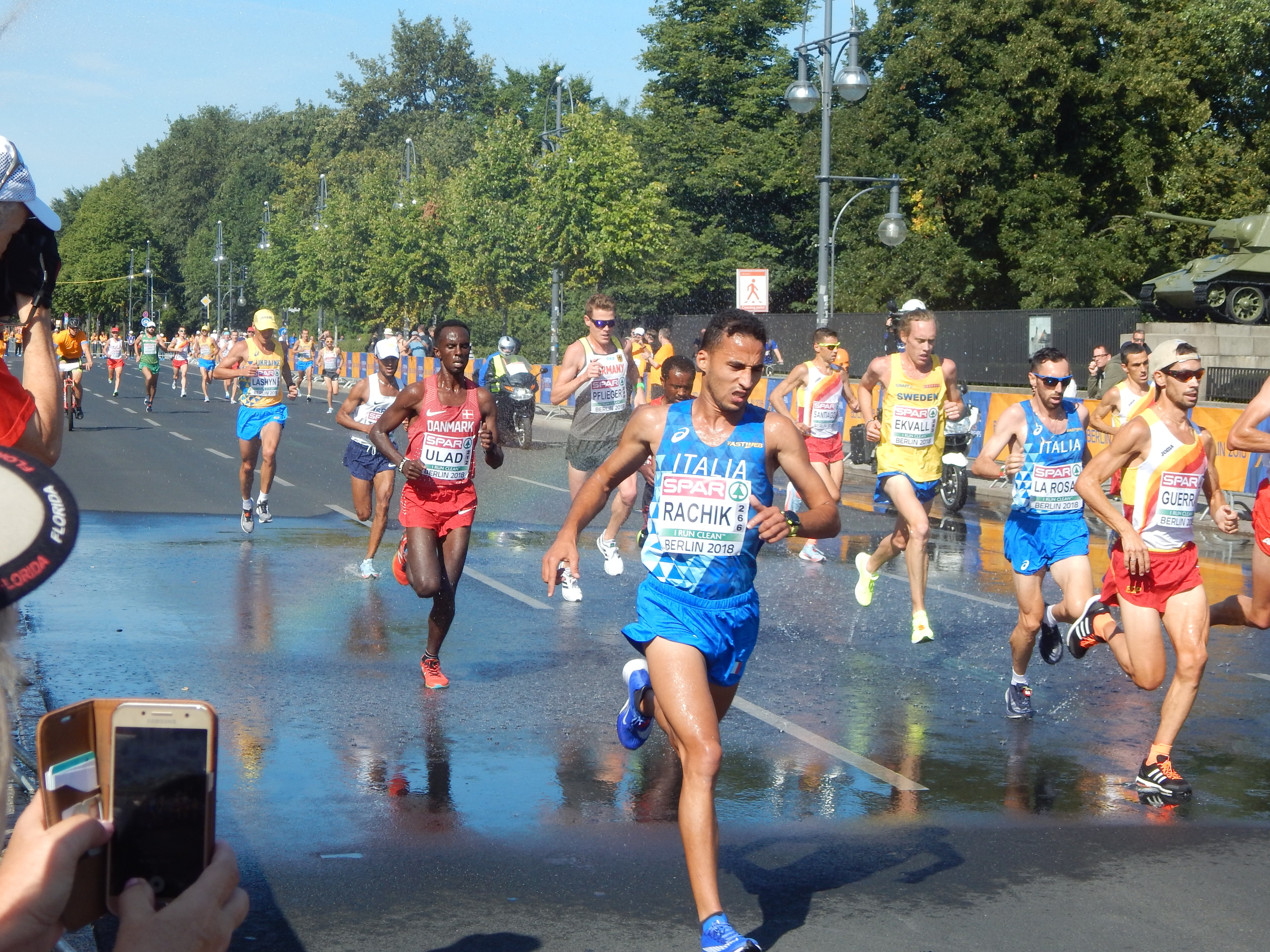
Bronzemedaillengewinner Yassine Rachik, Italien

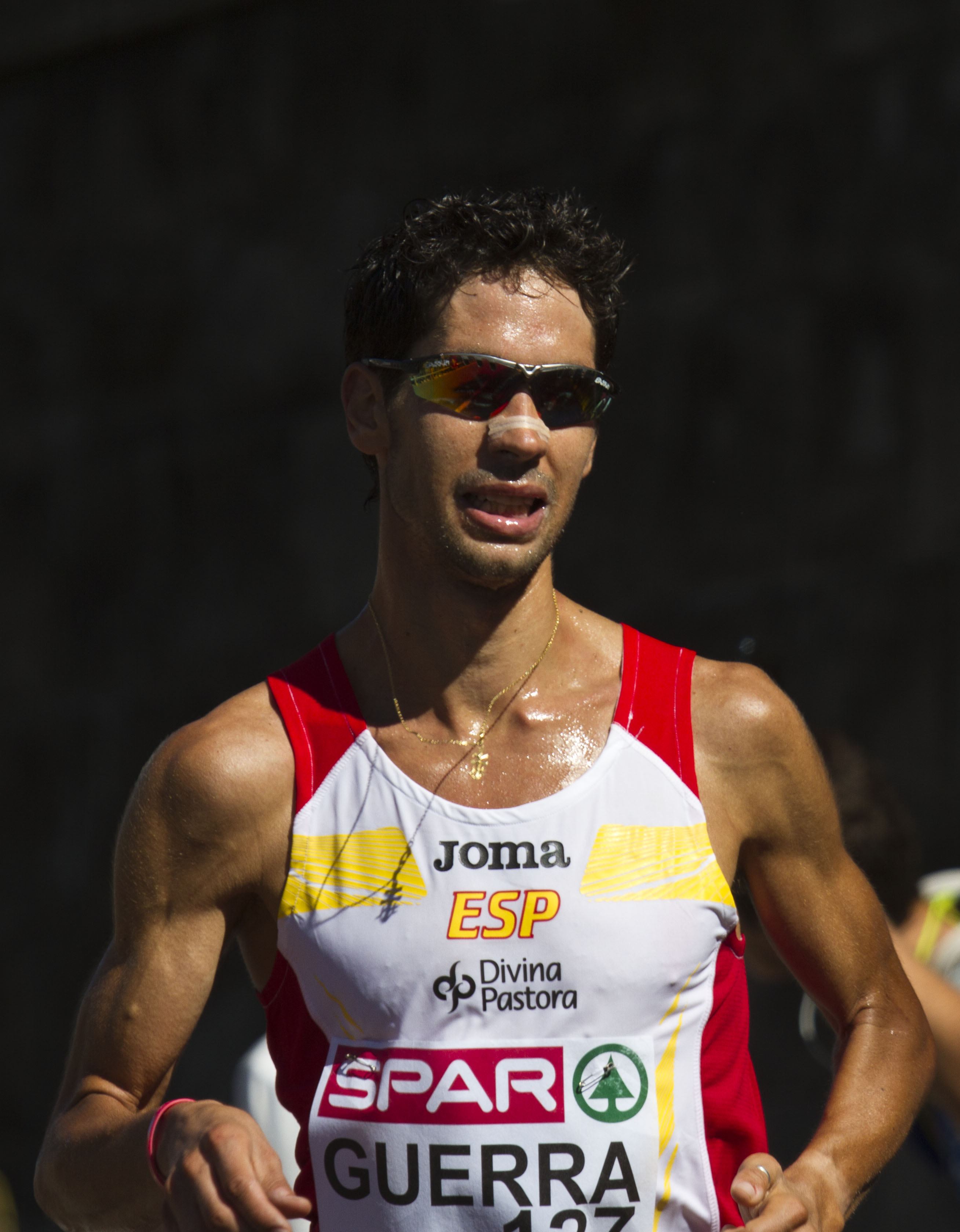
Javier Guerra – Platz vier

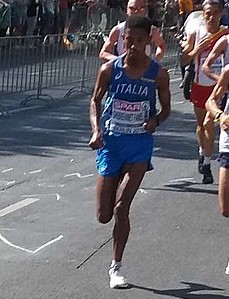
Eyob Ghebrehiwet Faniel – Platz fünf

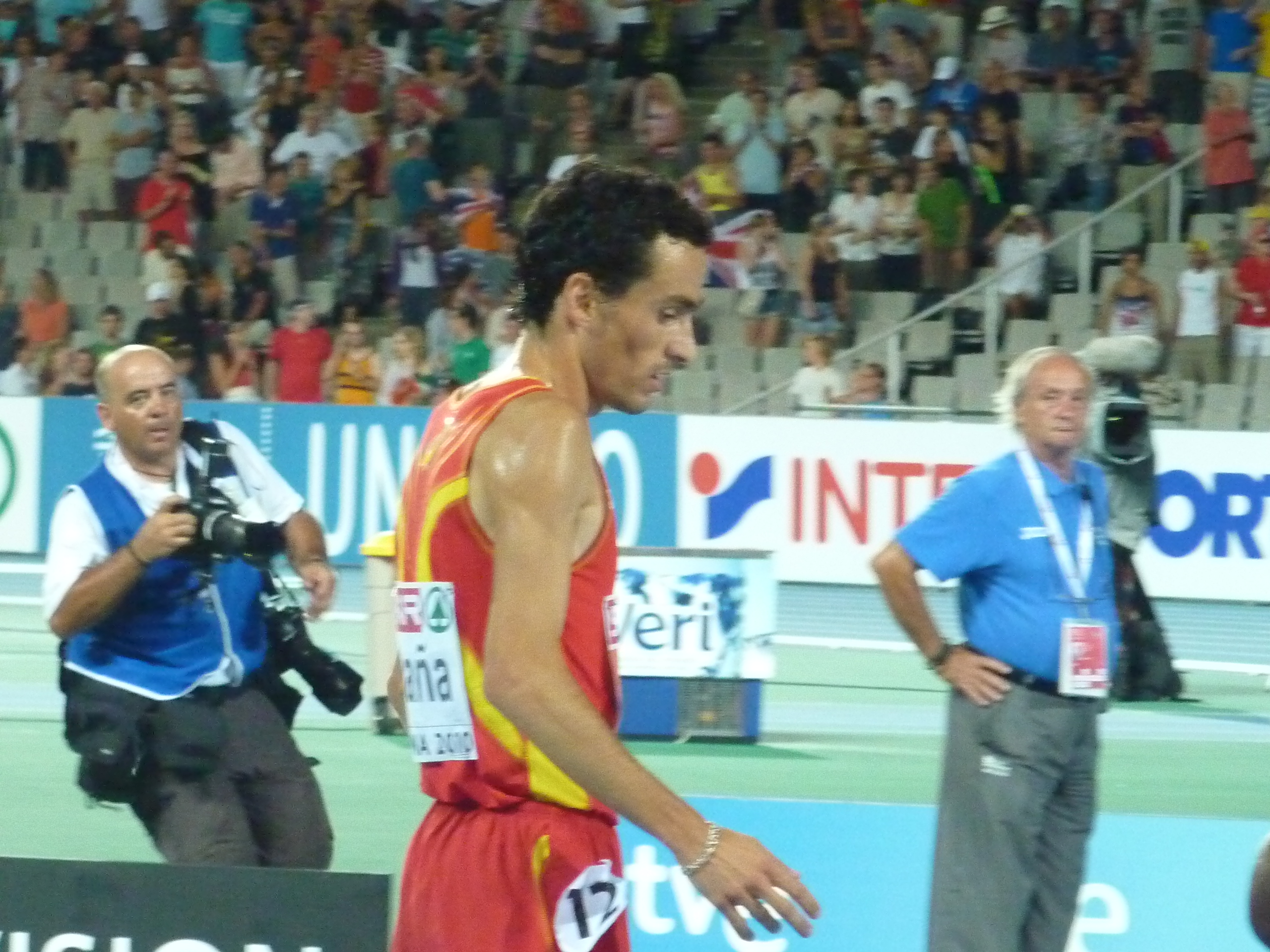
Jesús España – Platz sechs

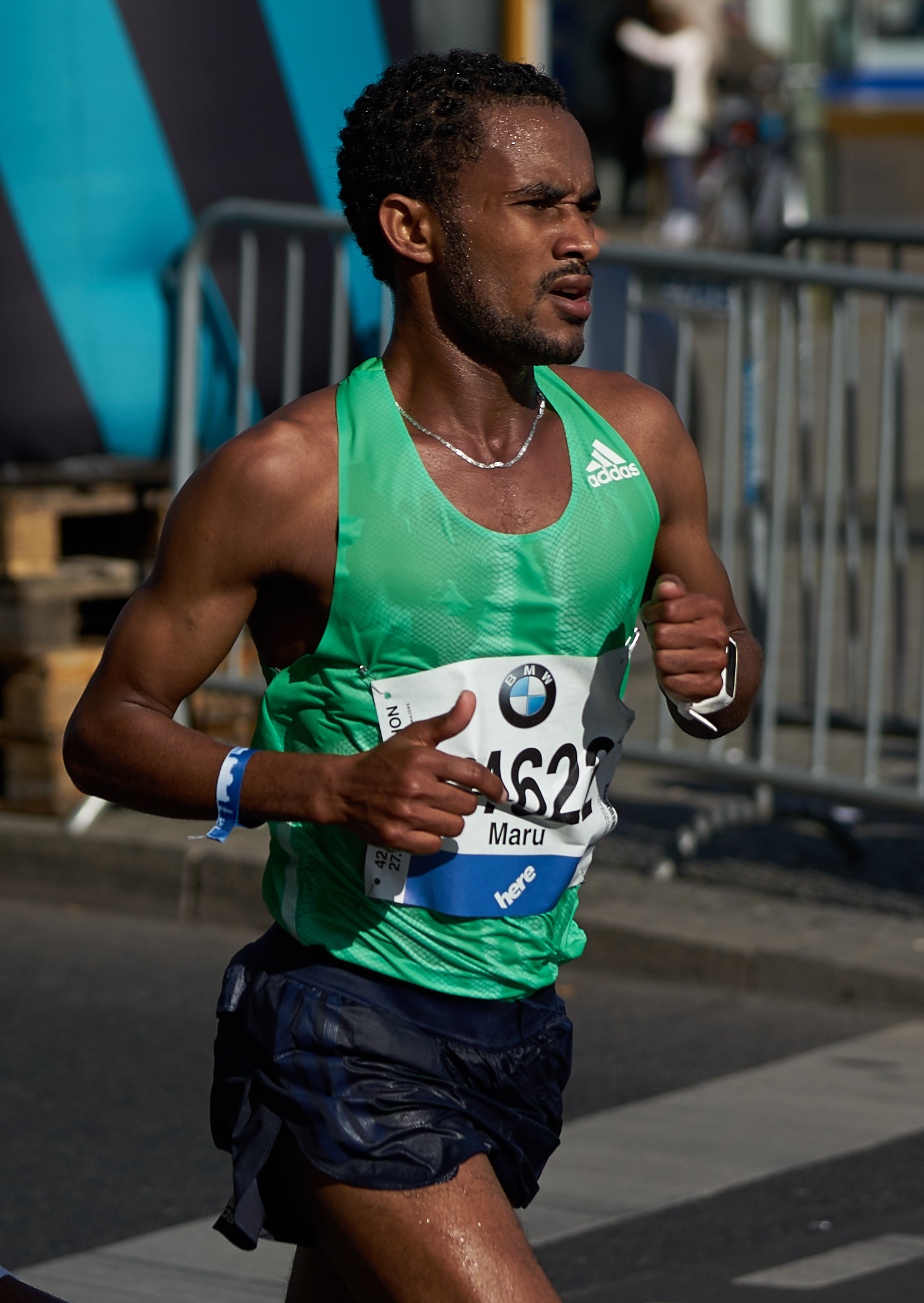
Maru Teferi – Platz sieben

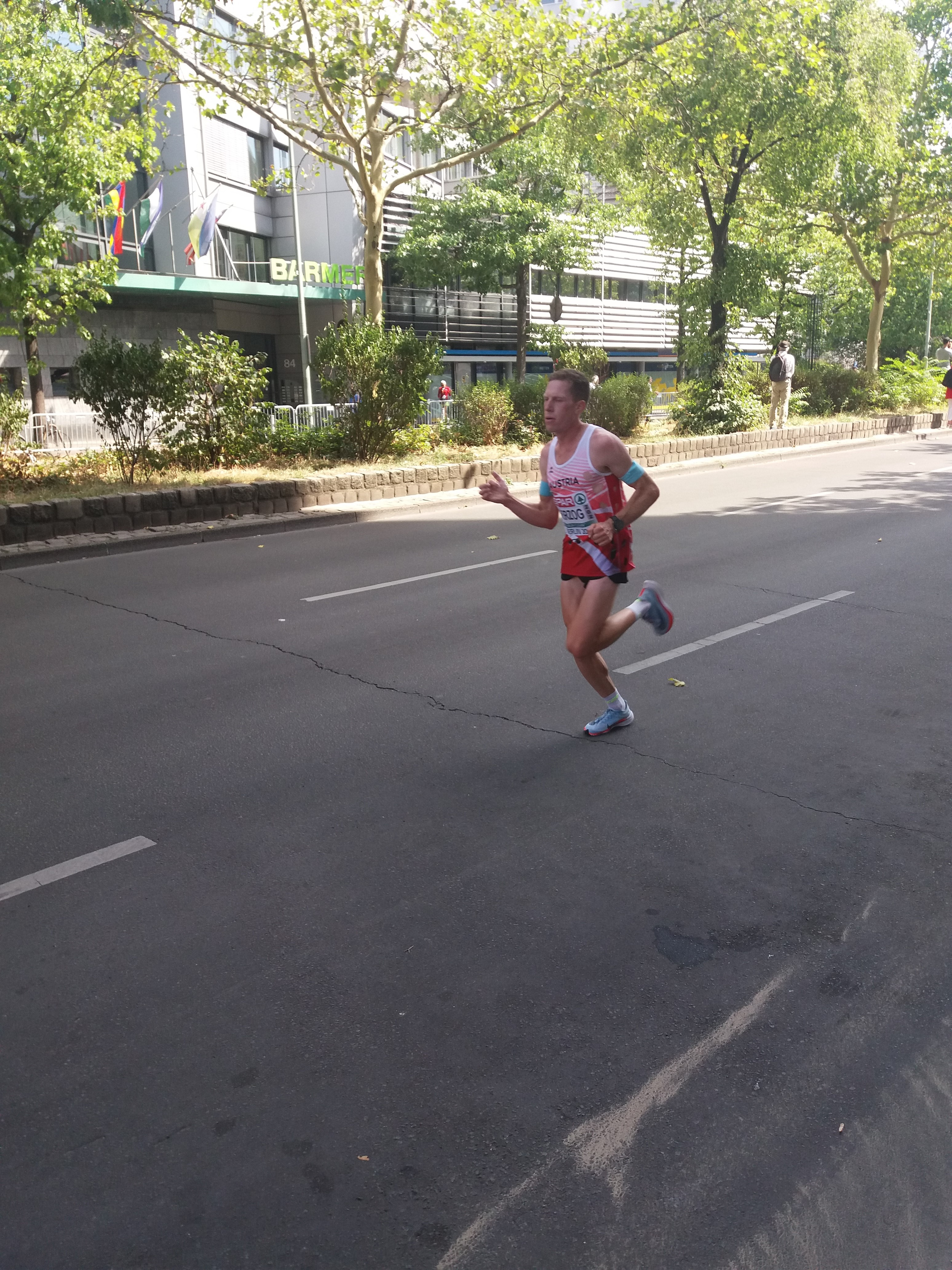
Peter Herzog – Platz zehn

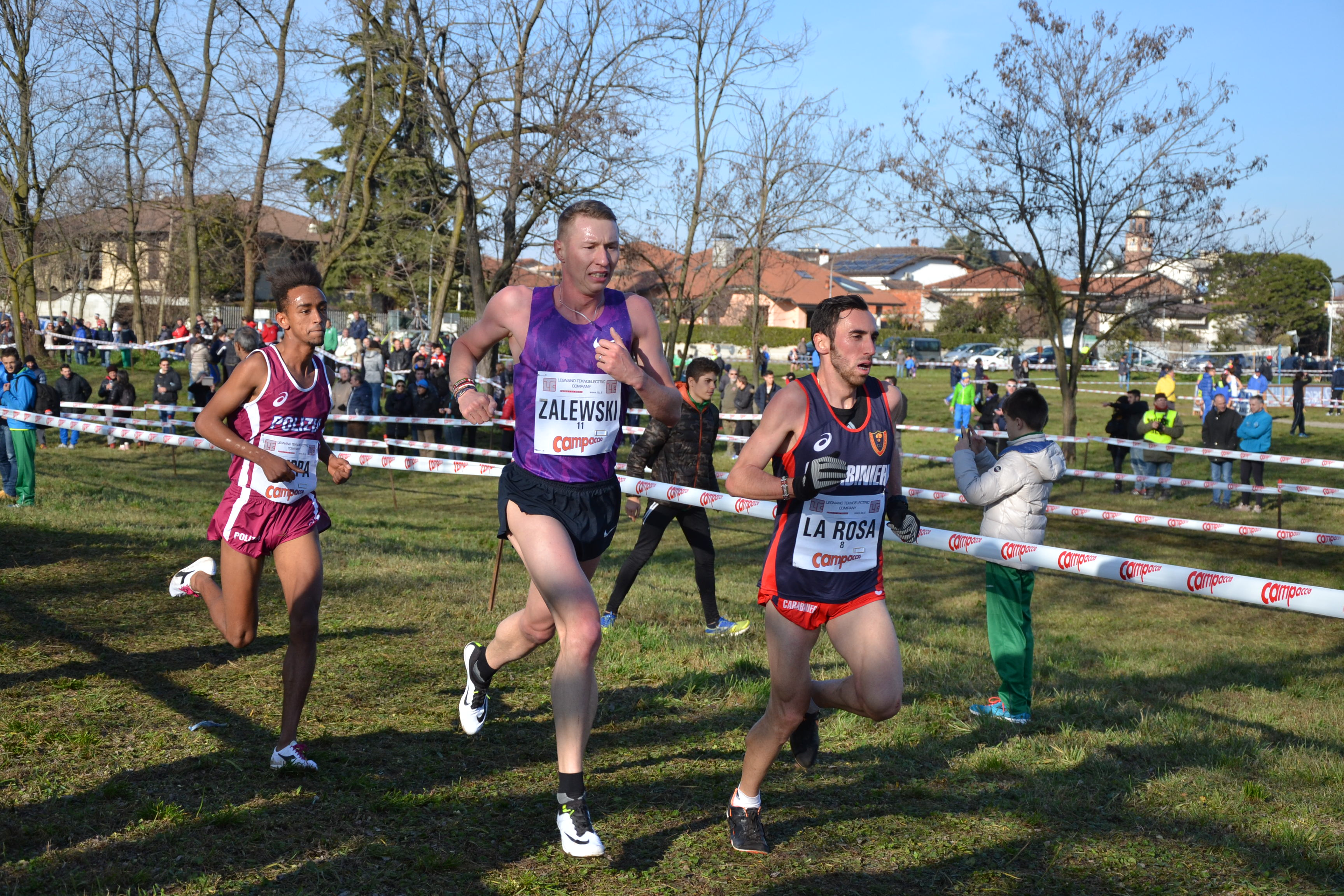
Stefano La Rosa (rechts) – Platz zwölf

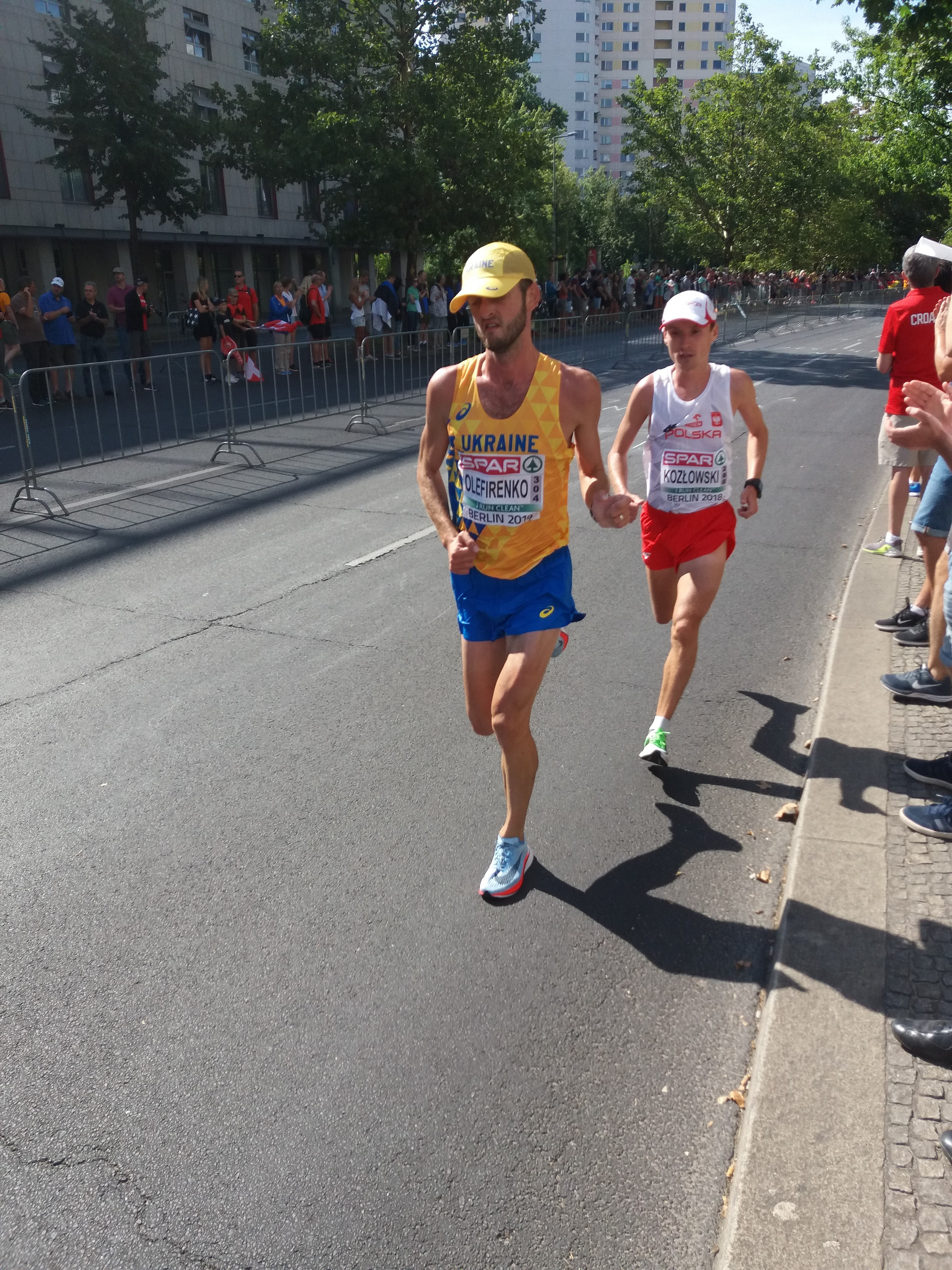
Ihor Olefirenko (links) – Platz vierzehn

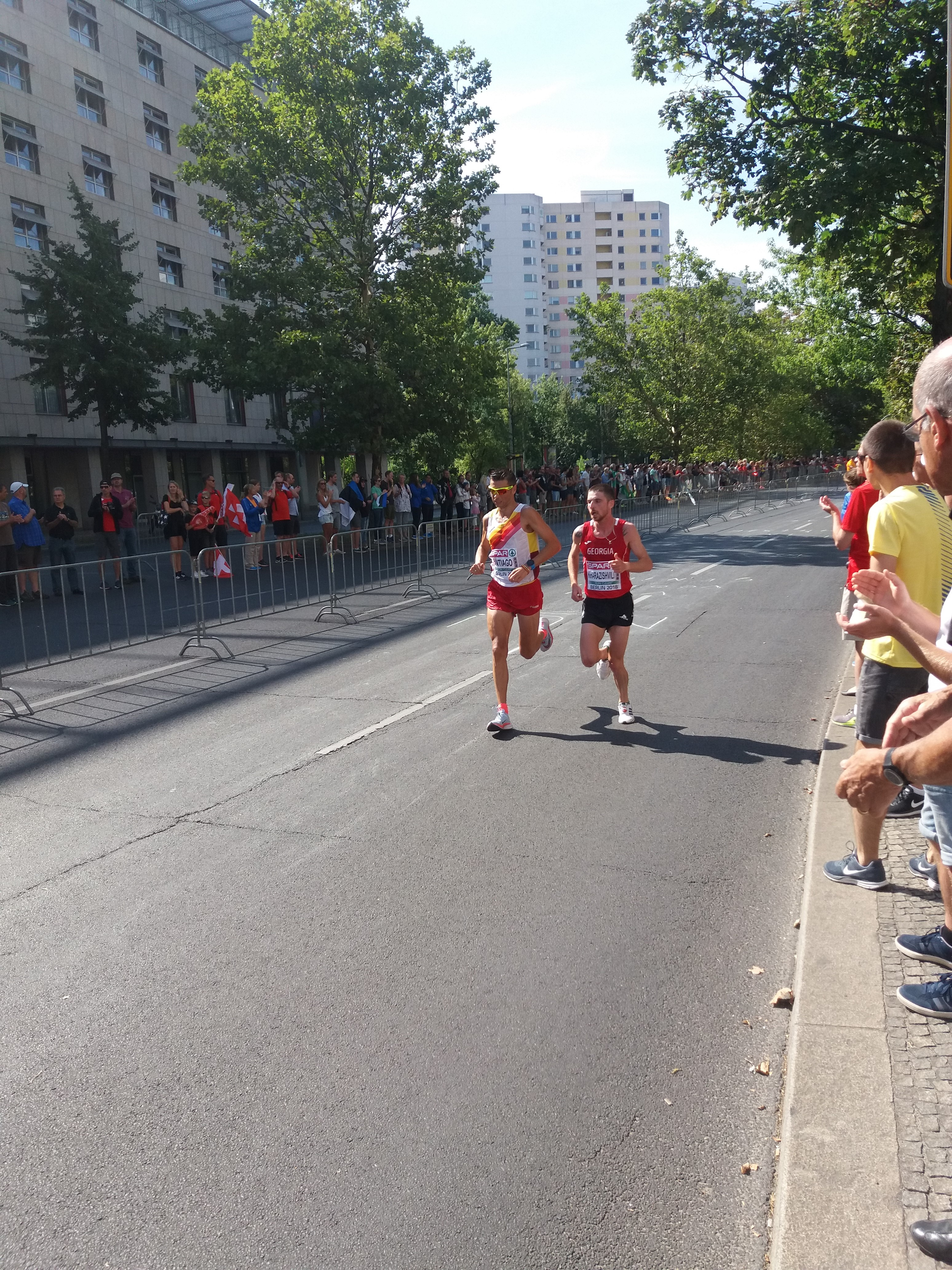
Camilo Raúl Santiago (links) – Platz sechzehn

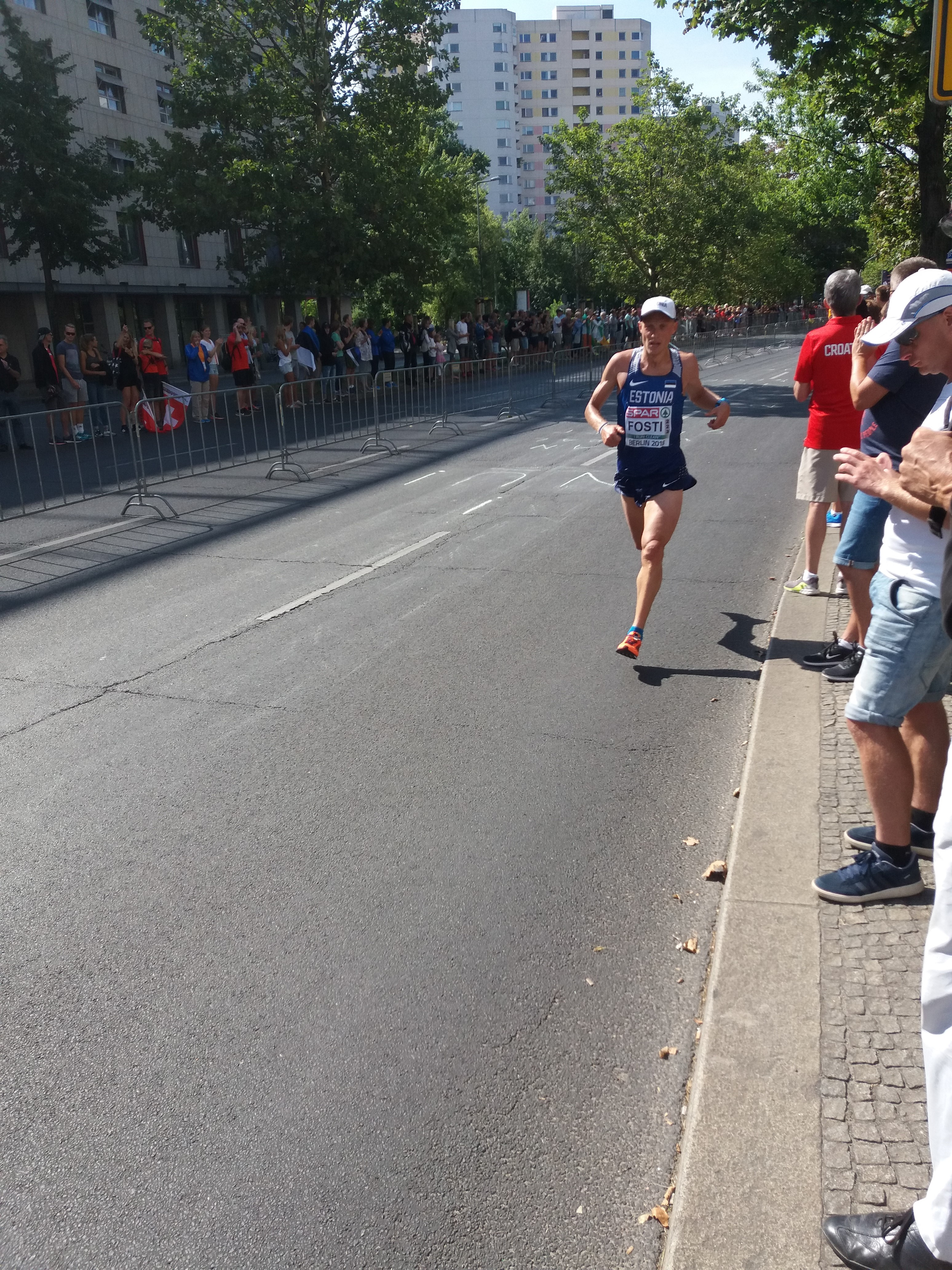
Roman Fosti – Platz siebzehn

12. August 2018, 20:20 Uhr MESZ

### Einzelwertung
| Platz | Athlet                    | Land         | Zeit (h)   |
| ----- | ------------------------- | ------------ | ---------- |
|       | Koen Naert                | Belgien      | 2:09:51 CR |
|       | Tadesse Abraham           | Schweiz      | 2:11:24    |
|       | Yassine Rachik            | Italien      | 2:12:09 PB |
| 04    | Javier Guerra             | Spanien      | 2:12:22    |
| 05    | Eyob Ghebrehiwet Faniel   | Italien      | 2:12:43    |
| 06    | Jesús España              | Spanien      | 2:12:58 SB |
| 07    | Marhu Teferi              | Israel       | 2:13:00 NR |
| 08    | Lemawork Ketema           | Österreich   | 2:13:22 PB |
| 09    | Tiidrek Nurme             | Estland      | 2:15:16 PB |
| 10    | Peter Herzog              | Österreich   | 2:15:29 PB |
| 11    | Tom Gröschel              | Deutschland  | 2:15:48    |
| 12    | Stefano La Rosa           | Italien      | 2:15:57    |
| 13    | Mariusz Giżyński          | Polen        | 2:16:02    |
| 14    | Ihor Olefirenko           | Ukraine      | 2:16:35    |
| 15    | Kevin Seaward             | Irland       | 2:16:58 SB |
| 16    | Camilo Raúl Santiago      | Spanien      | 2:17:24    |
| 17    | Roman Fosti               | Estland      | 2:17:57 SB |
| 18    | Mick Clohisey             | Irland       | 2:18:00    |
| 19    | Henryk Szost              | Polen        | 2:18:09    |
| 20    | Valdas Dopolskas          | Litauen      | 2:18:12    |
| 21    | Arkadiusz Gardzielewski   | Polen        | 2:18:21    |
| 22    | Pedro Nimo                | Spanien      | 2:18:43    |
| 23    | Yavuz Ağralı              | Türkei       | 2:18:46    |
| 24    | Oleksandr Sitkowskyj      | Ukraine      | 2:18:52    |
| 25    | Sean Hehir                | Irland       | 2:18:58    |
| 26    | Remigijus Kančys          | Litauen      | 2:18:59    |
| 27    | Christian Kreienbühl      | Schweiz      | 2:19:00    |
| 28    | Jonas Koller              | Deutschland  | 2:19:16    |
| 29    | Gáspár Csere              | Ungarn       | 2:19:21    |
| 30    | Abdellatif Meftah         | Frankreich   | 2:19:23    |
| 31    | Yohan Durand              | Frankreich   | 2:19:33    |
| 32    | Ihor Russ                 | Ukraine      | 2:19:39    |
| 33    | Sebastian Reinwand        | Deutschland  | 2:19:46    |
| 34    | Iraitz Arrospide          | Spanien      | 2:19:49    |
| 35    | Jurij Russjuk             | Ukraine      | 2:19:49    |
| 36    | Sergiu Ciobanu            | Irland       | 2:19:49    |
| 37    | Mert Girmalegesse         | Türkei       | 2:19:58    |
| 38    | Philipp Baar              | Deutschland  | 2:19:59    |
| 39    | Benjamin Malaty           | Frankreich   | 2:20:19    |
| 40    | Ignas Brasevičius         | Litauen      | 2:20:20    |
| 41    | Christian Steinhammer     | Österreich   | 2:20:40    |
| 42    | Andreas Kempf             | Schweiz      | 2:21:35    |
| 43    | Patrik Wägeli             | Schweiz      | 2:21:59    |
| 44    | Konstantinos Gelaouzos    | Griechenland | 2:22:24    |
| 45    | Błażej Brzeziński         | Polen        | 2:22:35    |
| 46    | Marcus Schöfisch          | Deutschland  | 2:22:57    |
| 47    | Paul Pollock              | Irland       | 2:23:26    |
| 48    | Geronimo von Wartburg     | Schweiz      | 2:23:46    |
| 49    | Jānis Višķers             | Lettland     | 2:25:28    |
| 50    | Panagiotis Karaiskos      | Griechenland | 2:25:37 PB |
| 51    | Marcel Berni              | Schweiz      | 2:25:53    |
| 52    | Artur Kozłowski           | Polen        | 2:26:28    |
| 53    | Üzeyir Söylemez           | Türkei       | 2:27:24    |
| 54    | Jean-Damascène Habarurema | Frankreich   | 2:27:36    |
| 55    | Mindaugas Viršilas        | Litauen      | 2:27:47    |
| 56    | Daniel Daly               | Kroatien     | 2:29:25    |
| 57    | Arnold Rogers             | Gibraltar    | 2:32:41 PB |
| 58    | Dimos Manginas            | Griechenland | 2:44:57    |
| DNF   | Abdi Nageeye              | Niederlande  |            |
| DNF   | Mikael Ekvall             | Schweden     |            |
| DNF   | Philipp Pflieger          | Deutschland  |            |
| DNF   | Ömer Alkanoğlu            | Türkei       |            |
| DNF   | Tibor Sahajda             | Slowakei     |            |
| DNF   | Dawit Charasischwili      | Georgien     |            |
| DNF   | Valentin Pfeil            | Österreich   |            |
| DNF   | Abdi Hakin Ulad           | Dänemark     |            |
| DNF   | Weldu Negash Gebretsadik  | Norwegen     |            |
| DNF   | Dmytro Laschyn            | Ukraine      |            |
| DNF   | Sondre Nordstad Moen      | Norwegen     |            |
| DNF   | Muzaffer Bayram           | Türkei       |            |
| DNF   | Hassan Chahdi             | Frankreich   |            |
| DNF   | Yared Shegumo             | Polen        |            |

### Mannschaftswertung, Marathon Cup
In die Wertung kamen die jeweils drei besten Läufer eines Landes, deren Zeiten addiert wurden und so zum Resultat führten. Der Wettbewerb wurde in der offiziellen Medaillenwertung jedoch nicht mitgezählt.
| Platz | Land         | Athleten | Zeit (h)   |
| ----- | ------------ | --- | ---------- |
| 1     | Italien      | - Yassine Rachik – 2:12:09 (3.) - Eyob Ghebrehiwet Faniel Faniel – 2:12:43 (5.) - Stefano La Rosa – 2:15:57 (12.) | 6:40:48 CR |
| 2     | Spanien      | - Javier Guerra – 2:12:22 (4.) - Jesús España – 2:12:58 (6.) - Camilo Raúl Santiago – 2:17:24 (16.)               | 6:42:43    |
| 3     | Österreich   | - Lemawork Ketema – 2:13:22 (8.) - Peter Herzog – 2:15:29 (10.) - Christian Steinhammer – 2:20:40 (41.)           | 6:49:29    |
| 4     | Schweiz      | - Tadesse Abraham – 2:11:24 (2.) - Christian Kreienbühl – 2:19:00 (27.) - Andreas Kempf – 2:21:35 (42.)           | 6:51:58    |
| 5     | Polen        | - Mariusz Giżyński – 2:16:02 (13.) - Henryk Szost – 2:18:09 (19.) - Arkadiusz Gardzielewski – 2:18:21 (21.)       | 6:52:31    |
| 6     | Irland       | - Kevin Seaward – 2:16:58 (15.) - Mick Clohisey – 2:18:00 (18.) - Sean Hehir – 2:18:58 (25.)                      | 6:53:55    |
| 7     | Deutschland  | - Tom Gröschel – 2:15:48 (11.) - Jonas Koller – 2:19:16 (28.) - Sebastian Reinwand – 2:19:46 (33.)                | 6;54:50    |
| 8     | Ukraine      | - Ihor Olefirenko – 2:16:35 (14.) - Oleksandr Sitkowskyj – 2:18:52 (24.) - Ihor Russ – 2:19:39 (32.)              | 6:55:04    |
| 9     | Litauen      | - Valdas Dopolskas – 2:18:12 (20.) - Remigijus Kančys – 2:18:59 (26.) - Ignas Brasevičius – 2:20:20 (40.)         | 6:57:29    |
| 10    | Frankreich   | - Abdellatif Meftah – 2:19:23 (30.) - Yohan Durand – 2:19:33 (31.) - Benjamin Malaty – 2:20:19 (39.)              | 6:59:13    |
| 11    | Türkei       | - Yavuz Ağralı – 2:18:46 (23.) - Mert Girmalegesse – 2:19:58 (37.) - Üzeyir Söylemez – 2:27:24 (53.)              | 7:06:07    |
| 12    | Griechenland | - Konstantinos Gelaouzos – 2:22:24 (44.) - Panagiotis Karaiskos – 2:25:37 (50.) - Dimos Manginas – 2:44:57 (58.)  | 7:32:58    |

| Zwischenzeiten | Zwischenzeiten | Zwischenzeiten                                                                                                   | Zwischenzeiten |
| Marke          | Zeit           | Führende(r) | 5-km- Zeit     |
| -------------- | -------------- | --- | -------------- |
| 5 km           | 15:20 min      | Hassan Chahdi in großer Gruppe                                                                                   | 15:20 min      |
| 10 km          | 30:55 min      | Sondre Nordstad Moen in 16köpfiger Gruppe                                                                        | 15:35 min      |
| 15 km          | 46:39 min      | Tadesse Abraham in 16köpfiger Gruppe                                                                             | 15:44 min      |
| 20 km          | 1:02:38 h00    | Tadesse Abraham in 13köpfiger Gruppe                                                                             | 15:59 min      |
| 25 km          | 1:18:04 h00    | Tadesse Abraham in 12köpfiger Gruppe                                                                             | 15:26 min      |
| 30 km          | 1:33:35 h00    | Abraham, Naert, Rachik, Guerra, Ketema, La Rosa, España, Ghebrehiwet Faniel, Szost, Nageeye                      | 15:31 min      |
| 35 km          | 1:48:22 h00    | Naert / Abraham, Rachik 29 s zur. / Nageeye 31 s zur. / Guerra 45 s zur. / España, Ghebrehiwet Faniel 55 s zur.  | 15:47 min      |
| 40 km          | 2:03:13 h00    | Naert / Abraham 1:18 min zurück / Rachik 1:40 min zur. / Guerra 2:01 min zur. / Ghebrehiwet Faniel 2:13 min zur. | 14:51 min      |

## Wettbewerbsverlauf
Auf Weltniveau beherrschten vor allem Läufer aus Afrika und teilweise Japan schon seit vielen Jahren diesen Wettbewerb. Hier hatten die Europäer nun die Chance, sich mit guten Leistungen zu zeigen. Bei den letzten Europameisterschaften hatte wegen der Austragung der Olympischen Spiele im selben Jahr nur ein Rennen auf der halben Distanz stattgefunden, um den Läufern zu ersparen, sich für einen der beiden Wettbewerbe entscheiden zu müssen. Hier in Berlin stand der Marathonlauf wieder über die volle Distanz im Programm.
Von Beginn an wurde ein ziemlich flottes Tempo vorgelegt. Nach zehn Kilometern hatte sich eine sechzehnköpfige Gruppe ein wenig abgesetzt. Nach und nach fielen Läufer zurück, die Führungsarbeit machte vor allem der Schweizer Tadesse Abraham, der den Halbmarathon bei den Europameisterschaften 2016 gewonnen hatte. Bei Kilometer dreißig waren mit Abraham, dem Belgier Koen Naert, den drei Italienern Yassine Rachik, Stefano La Rosa und Eyob Ghebrehiwet Faniel, den beiden Spaniern Javier Guerra und Jesús España, dem Österreicher Lemawork Ketema, dem Polen Henryk Szost sowie dem Niederländer Abdi Nageeye noch zehn Läufer in der Spitzengruppe vertreten.
Nun trat das Rennen in eine entscheidende Phase. Naert setzte sich alleine von seinen Konkurrenten ab und hatte bei Kilometer 35 einen Vorsprung von einer knappen halben Minute herausgelaufen. Die ersten Verfolger waren Abraham und Rachik. Nur wenige Sekunden dahinter lief Nageeye, mit weiteren vierzehn Sekunden Abstand lag Guerra an fünfter Stelle. Der Rückstand der nächsten beiden Athleten España und Ghebrehiwet Faniel auf den Spitzenreiter betrug 55 Sekunden. Naert steigerte jetzt noch einmal des Tempo und baute seinen Vorsprung weiter aus. Abraham konnte seinen Begleiter Rachik abschütteln, als Vierter folgte Guerra, während Nageeye das Rennen aufgab. Schließlich wurde Koen Naert Europameister und stellte mit 2:09:51 h einen neuen Meisterschaftsrekord auf. Tadesse Abraham gewann Silber mit einem Rückstand von 1:33 min. Abrahams Vorsprung vor Bronzemedaillengewinner Yassine Rachik betrug 45 Sekunden. Javier Guerra wurde bei einem Rückstand von 13 Sekunden auf Rachik Vierter. Den fünften Platz belegte Eyob Ghebrehiwet Faniel vor Jesús España. Auf Rang sieben lief Maru Teferi aus Israel vor Lemawork Ketema ins Ziel.
Die Mannschaftswertung gewann Italien. Neben Rachik und Ghebrehiwet Faniel kam der zwölftplatzierte Stefano La Rosa in die Wertung. Die Zeit des Teams war um mehr als fünf Minuten schneller als die Siegerzeit Russlands bei der ersten Austragung des Marathon-Cups vor vier Jahren in Zürich. Zweiter wurde Spanien, dessen Team aus Guerra, España und dem Sechzehnten Camilo Raúl Santiago bestand. Österreich gewann Bronze mit Ketema, Peter Herzog – Platz zehn – und Christian Steinhammer – Platz 41.

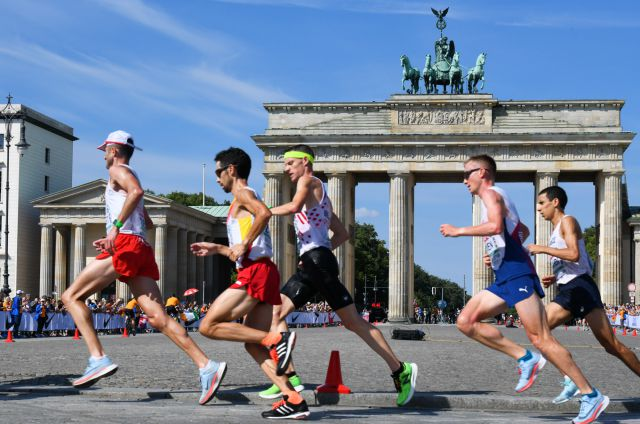
Die Marathonläufer vor dem Brandenburger Tor
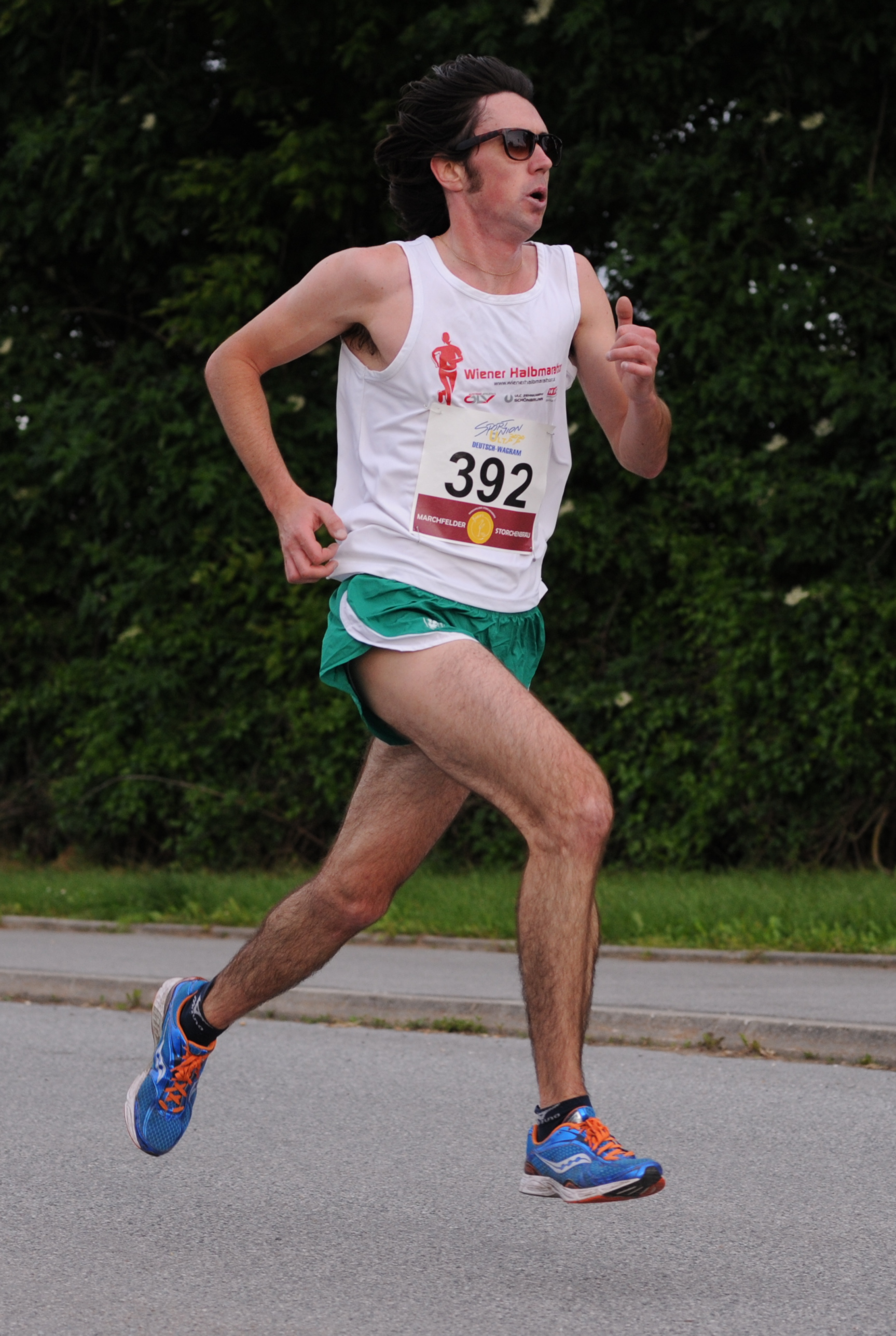
Mick Clohisey – Platz achtzehn
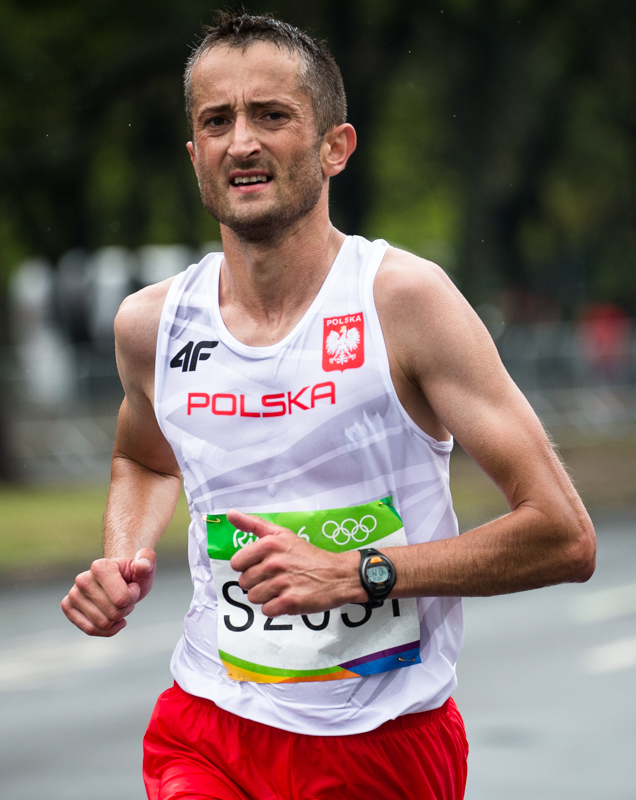
Henryk Szost – Platz neunzehn
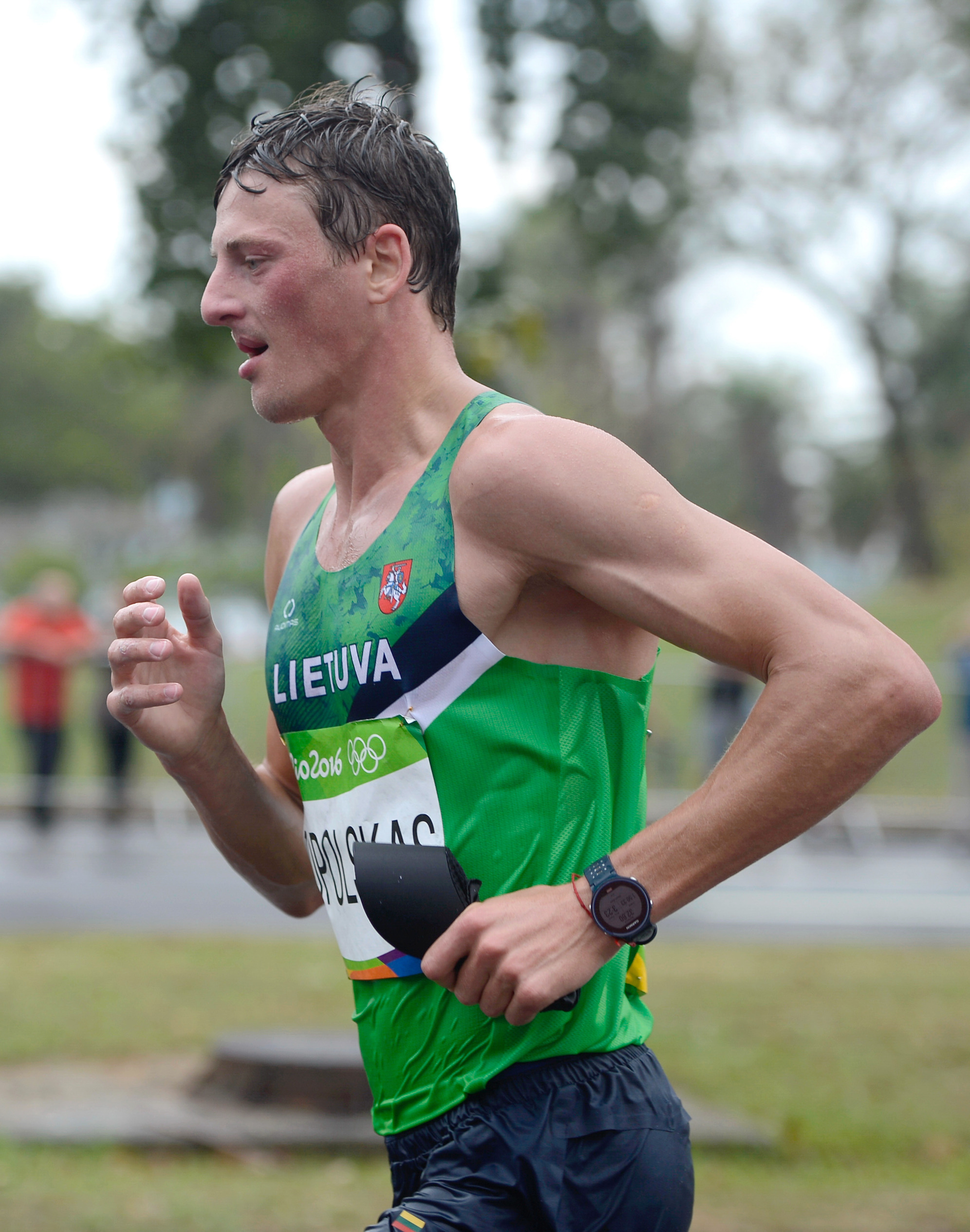
Valdas Dopolskas – Platz zwanzig

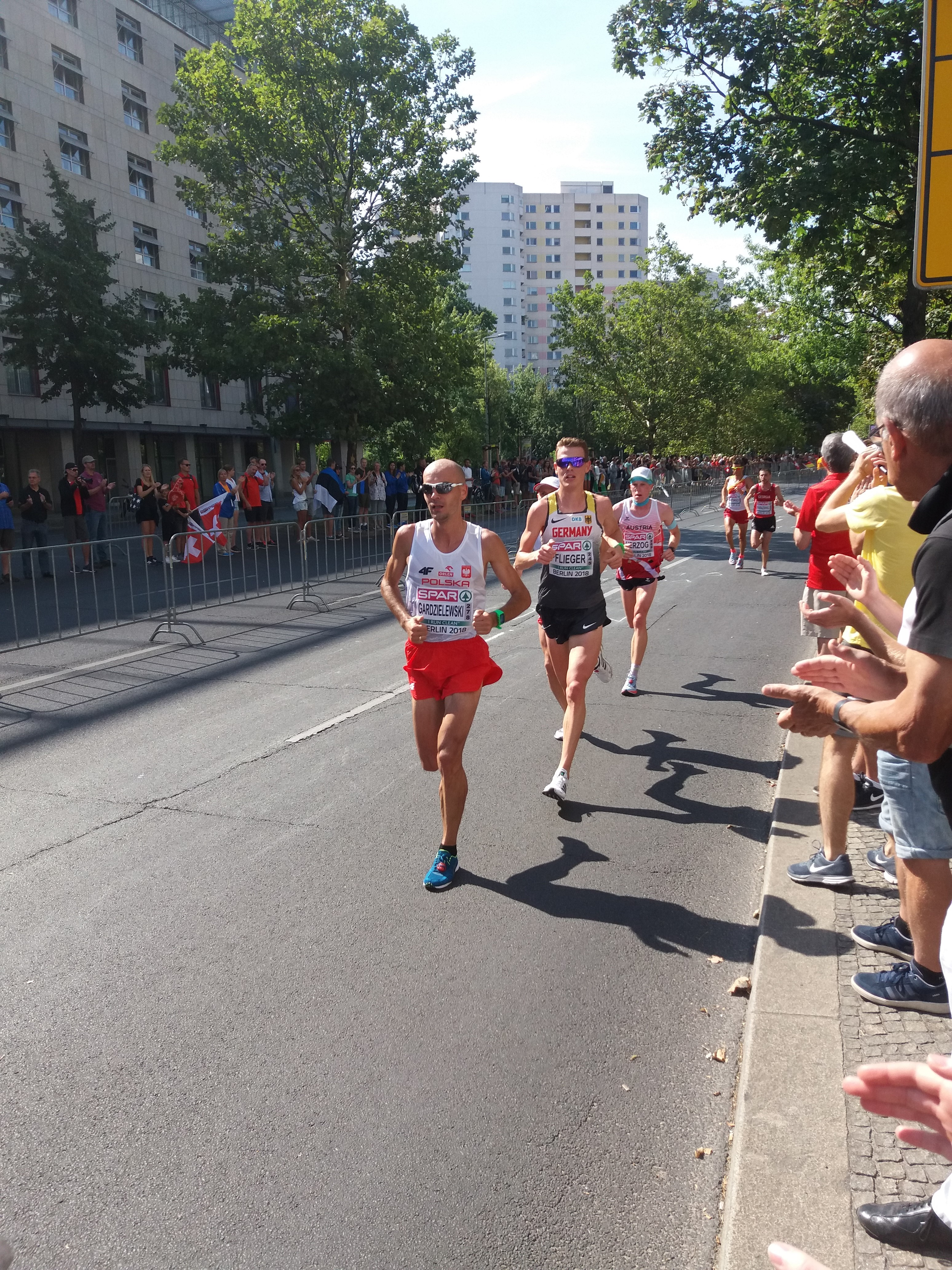
Arkadiusz Gardzielewski – Platz 21
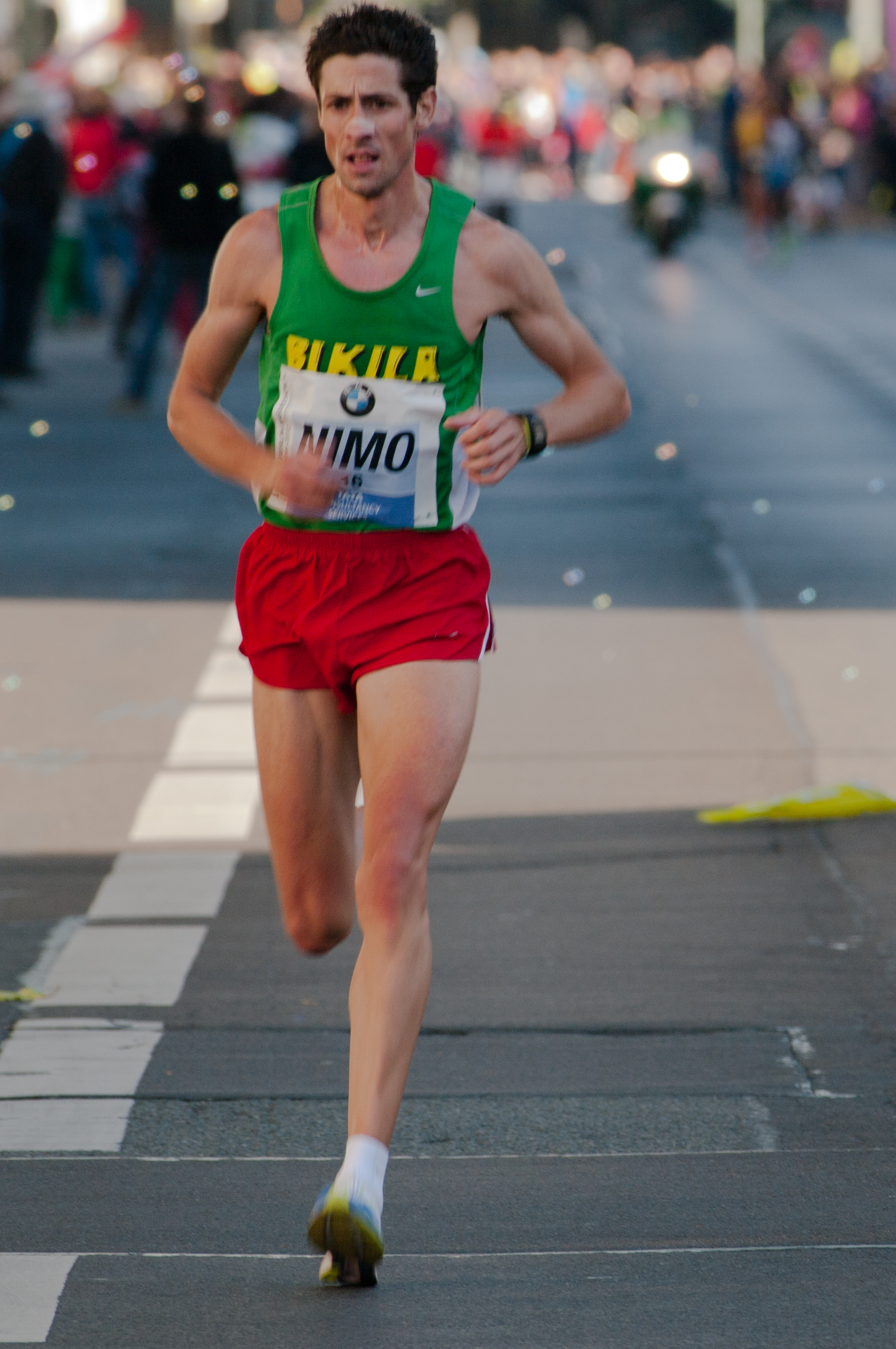
Pedro Nimo – Platz 22
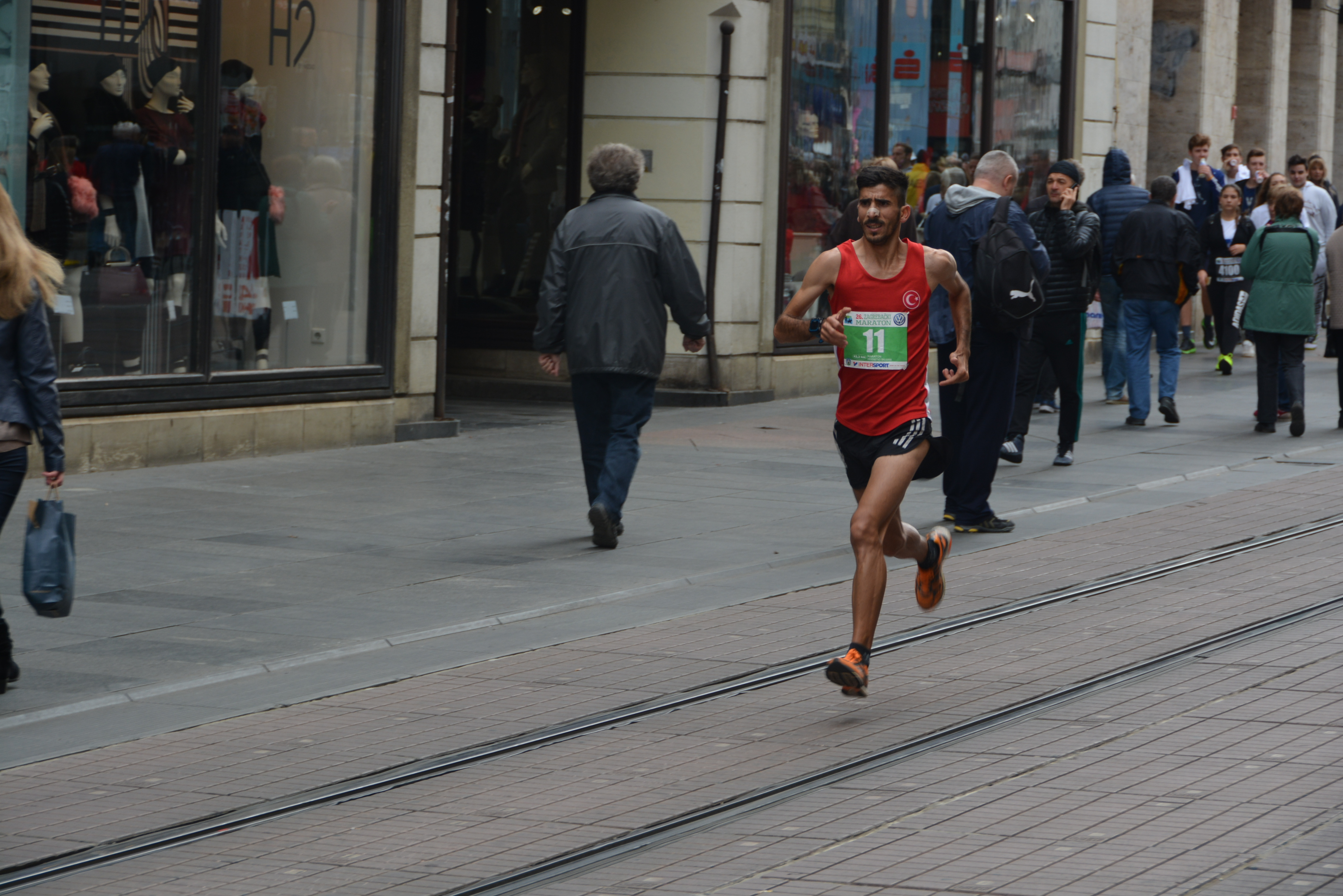
Yavuz Ağralı – Platz 23
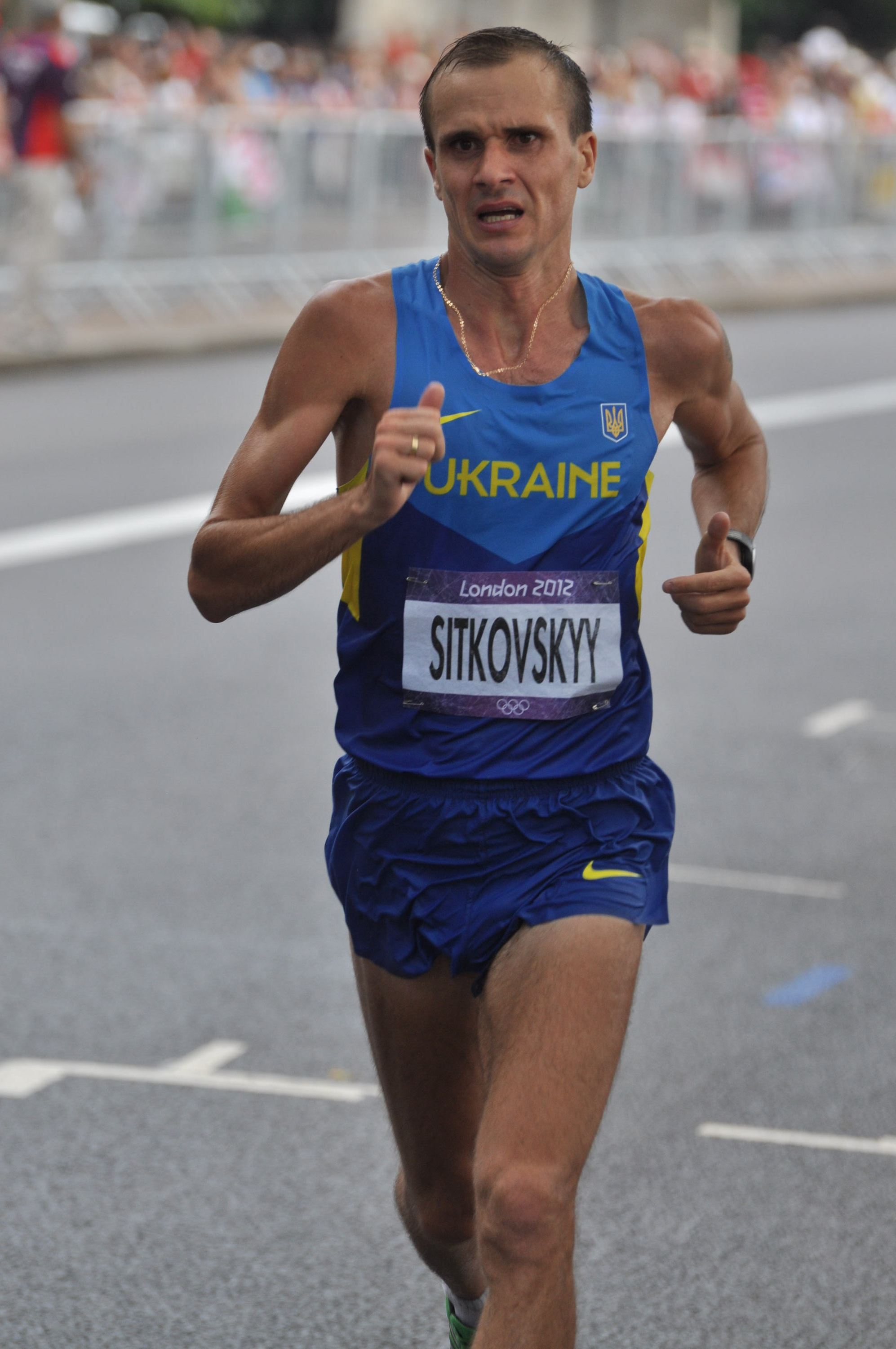
Oleksandr Sitkowskyj – Platz 24

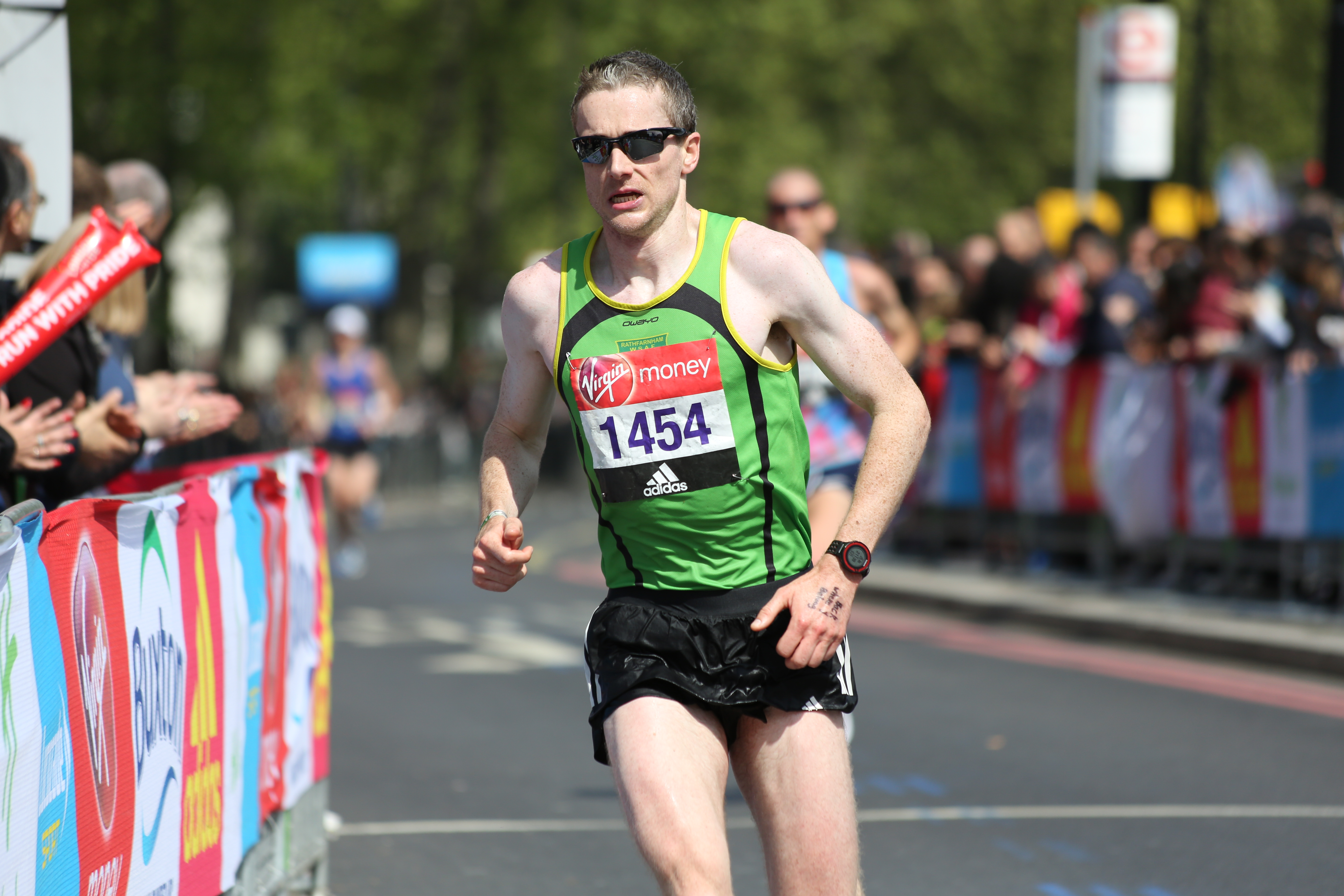
Sean Hehir – Platz 25
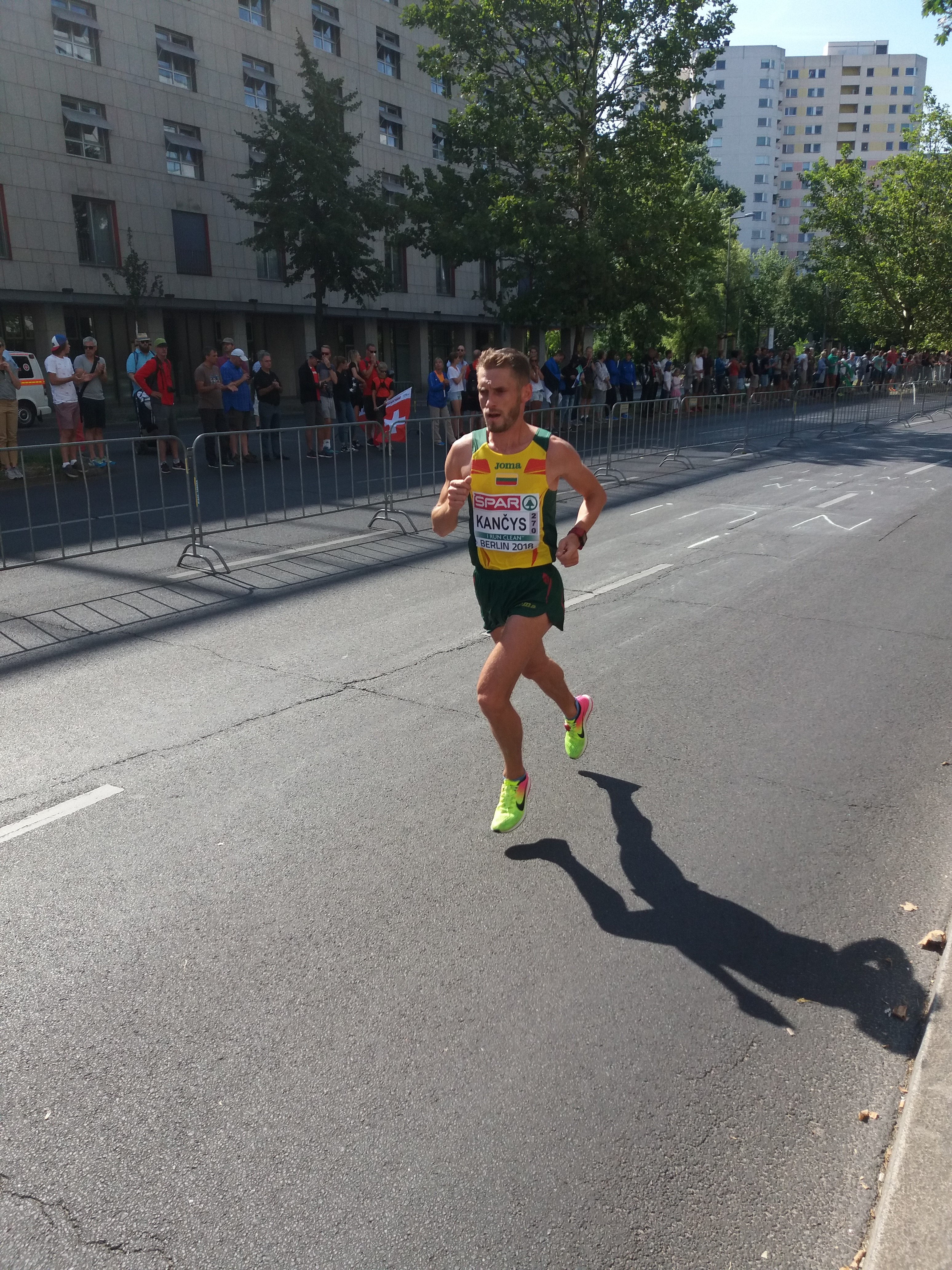
Remigijus Kančys – Platz 26
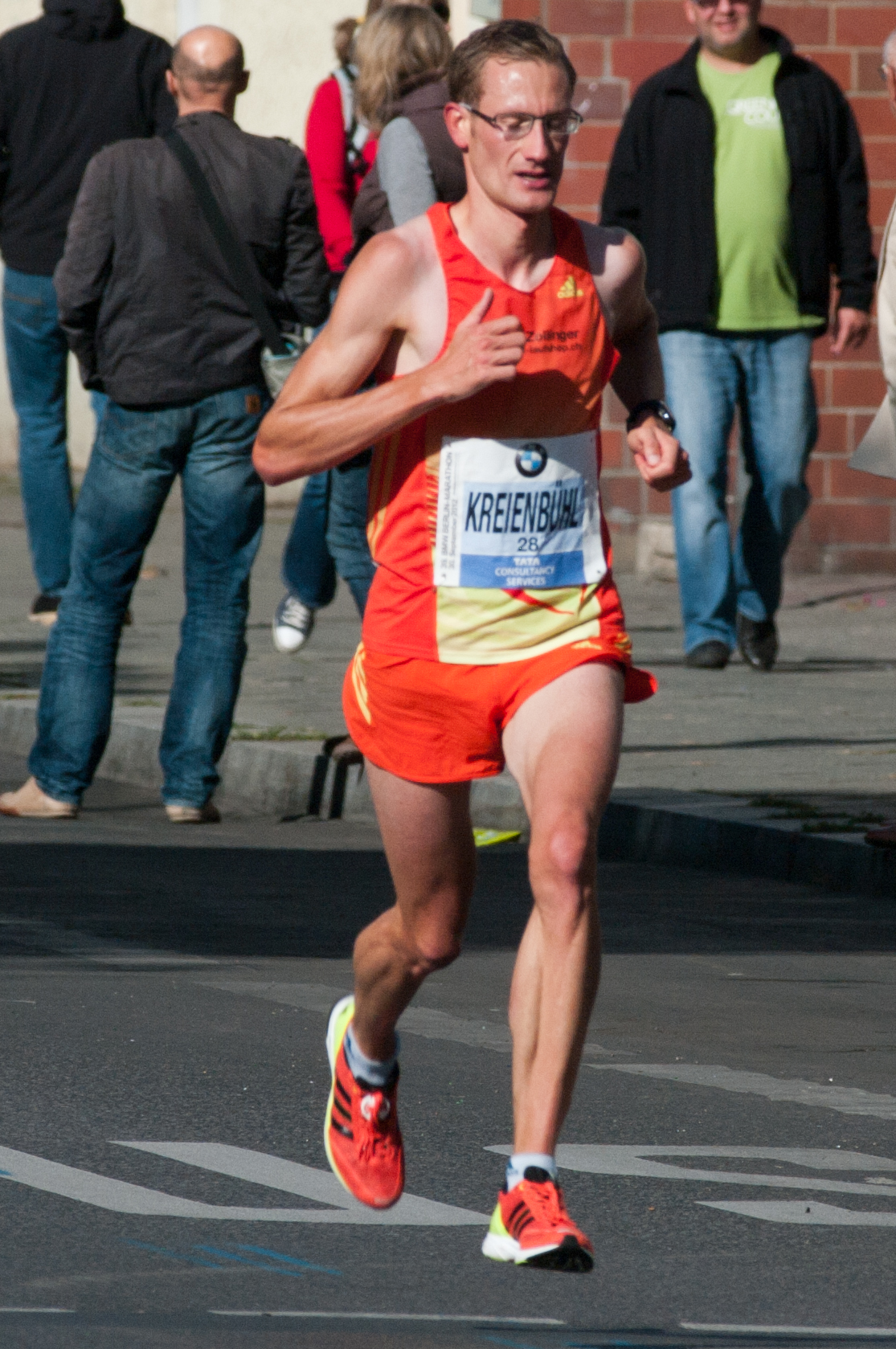
Christian Kreienbühl – Platz 27

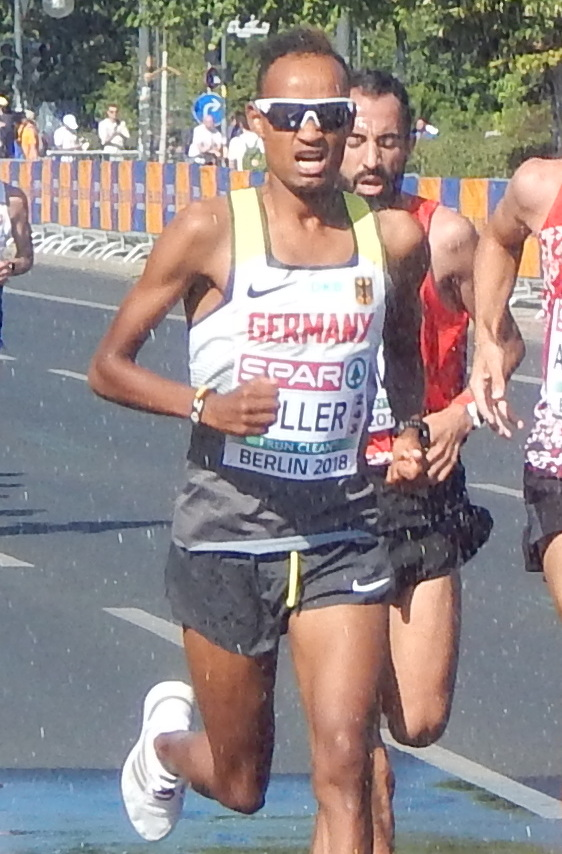
Jonas Koller – Platz 28
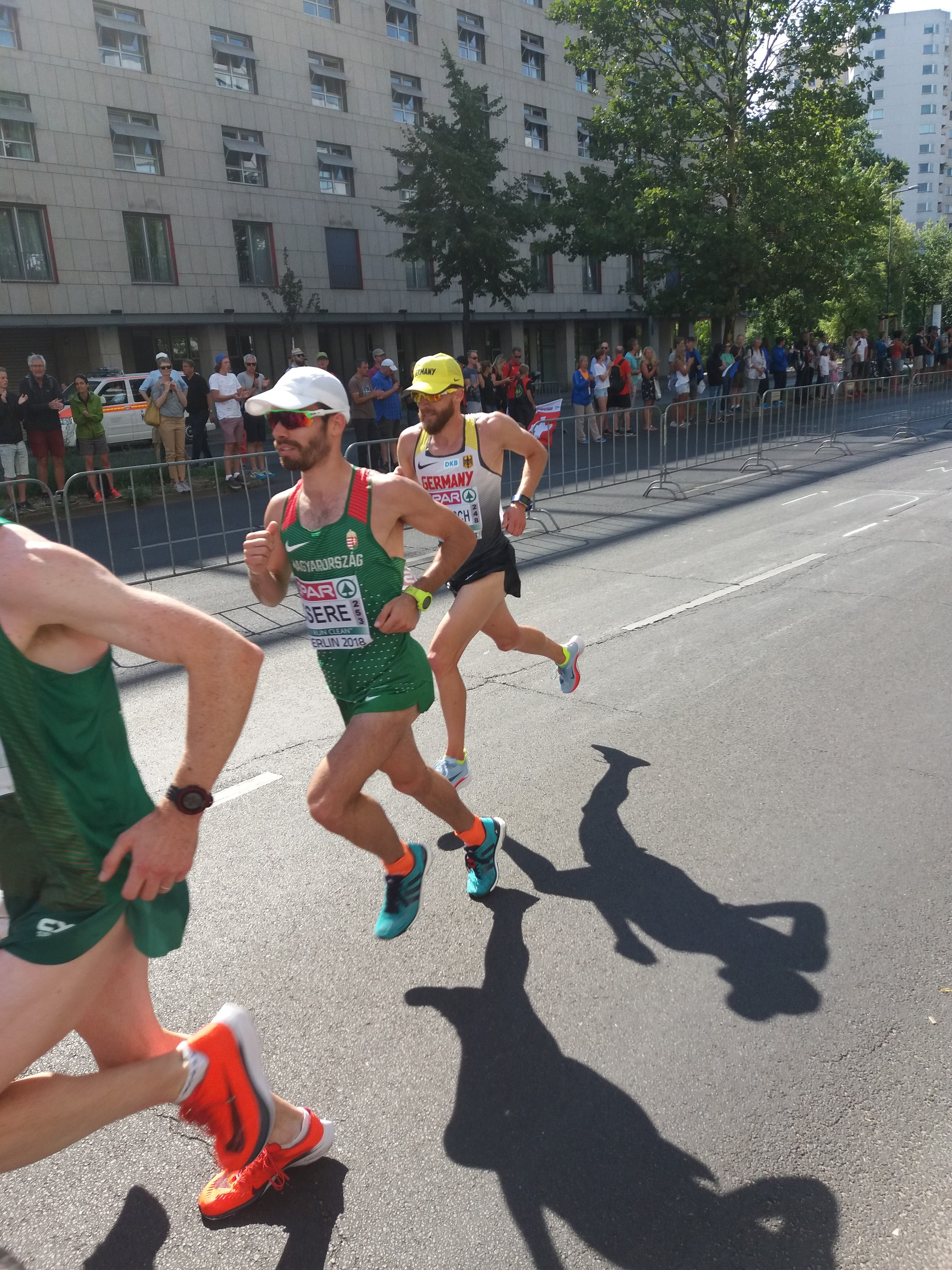
Gáspár Csere – Platz 29
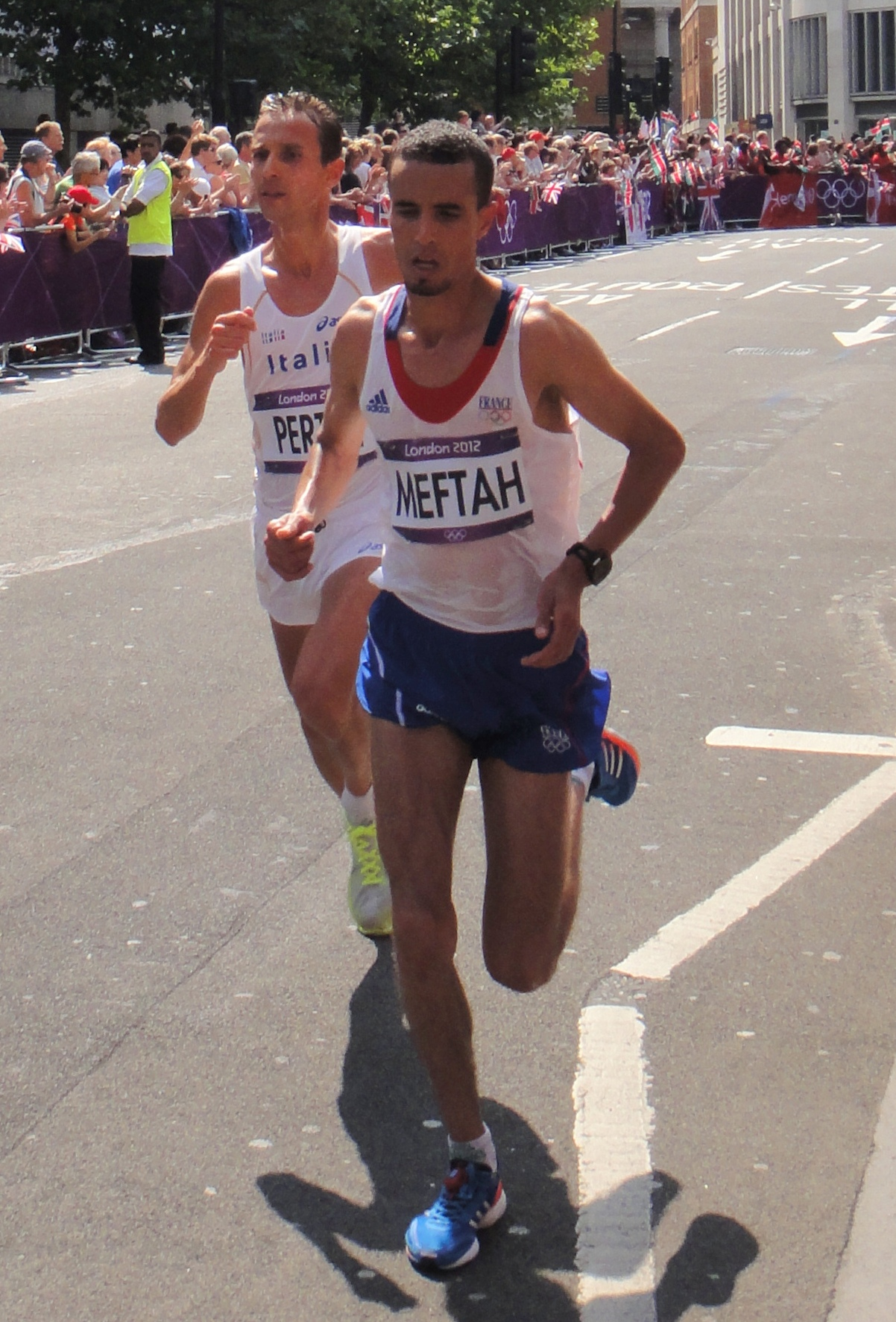
Abdellatif Meftah – Platz dreißig
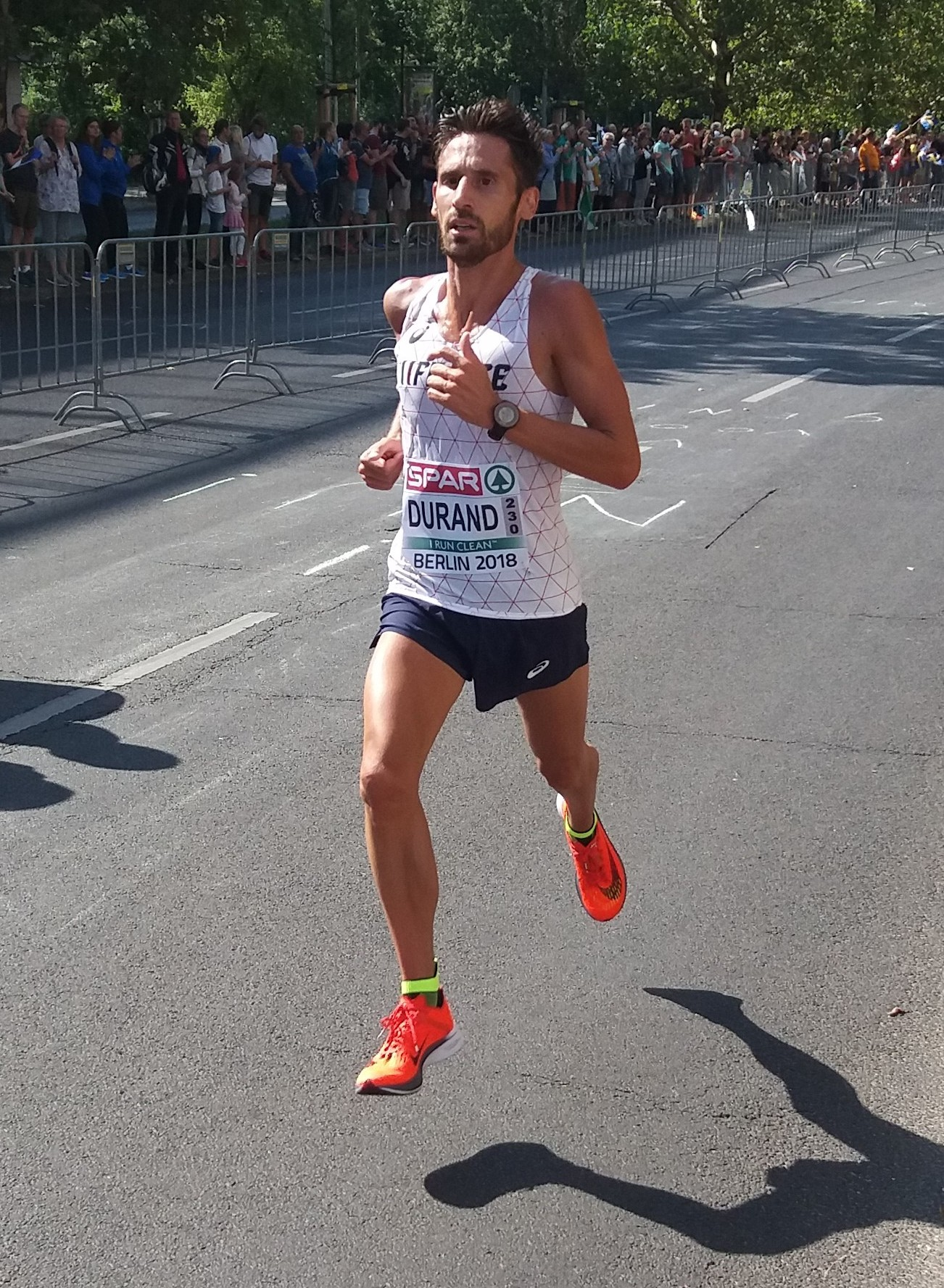
Yohan Durand – Platz 31

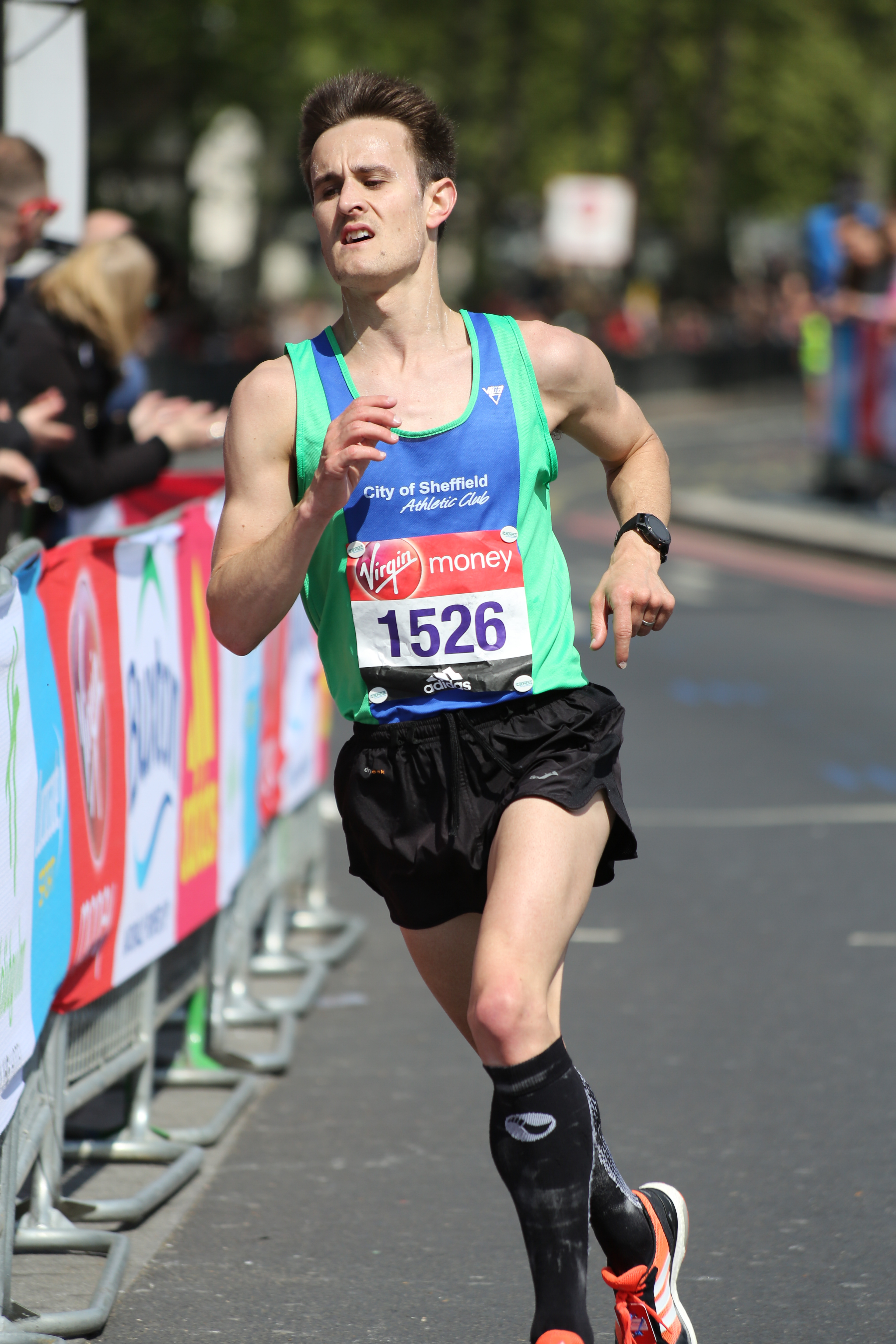
Iraitz Arrospide – Platz 34
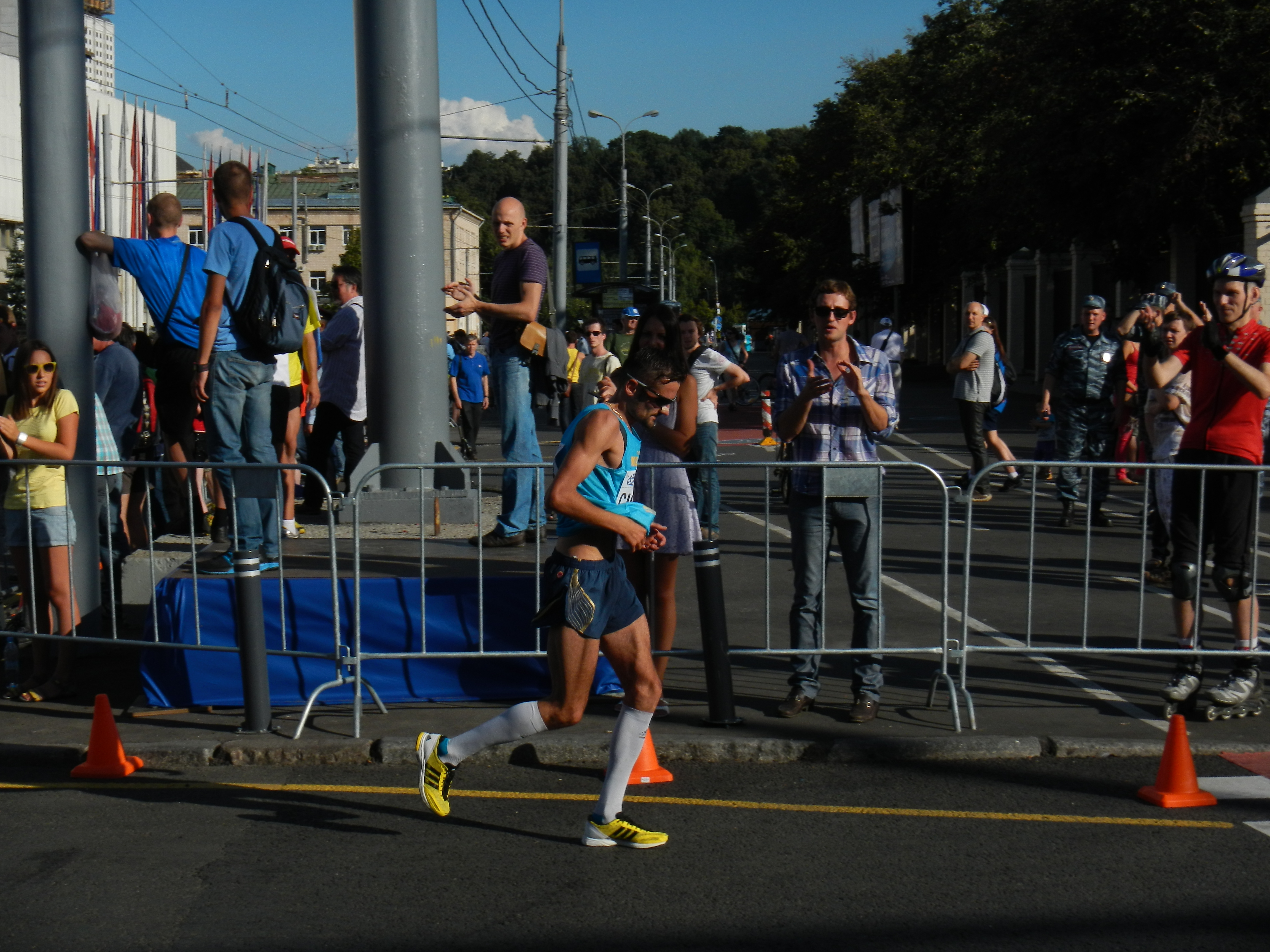
Sergio Ciobanu – Platz 36
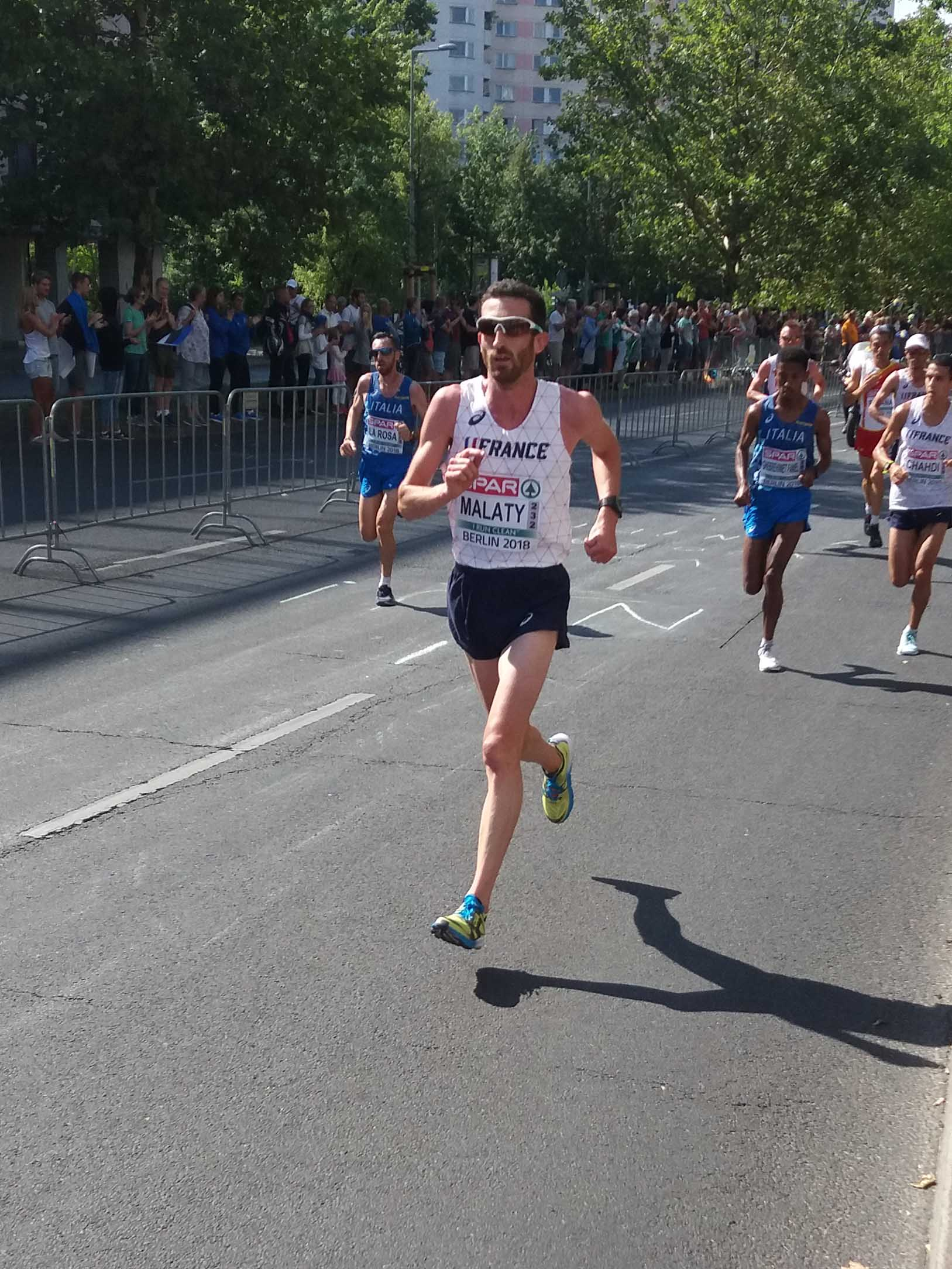
Benjamin Malaty – Platz 39

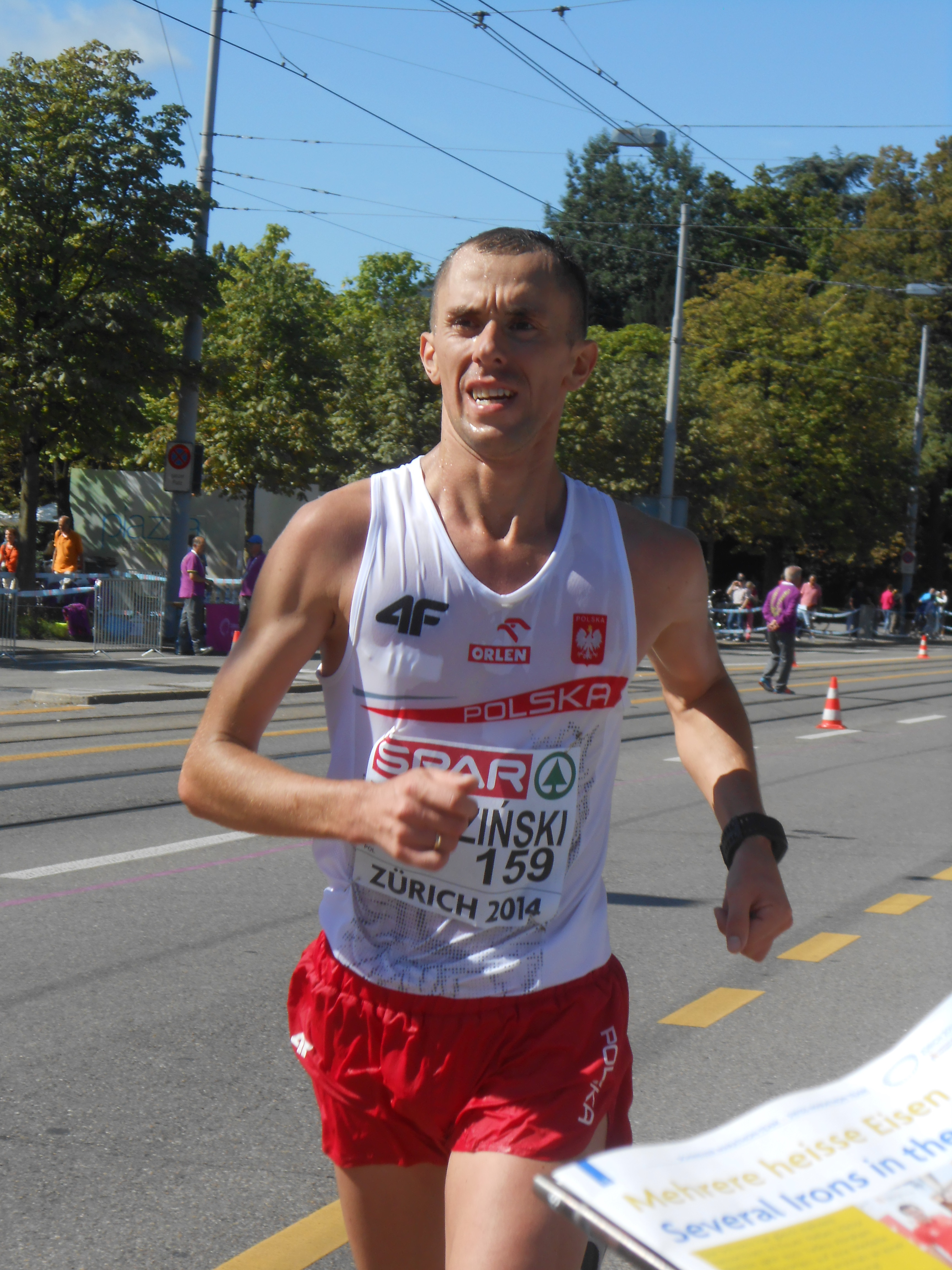
Błażej Brzeziński – Platz 45
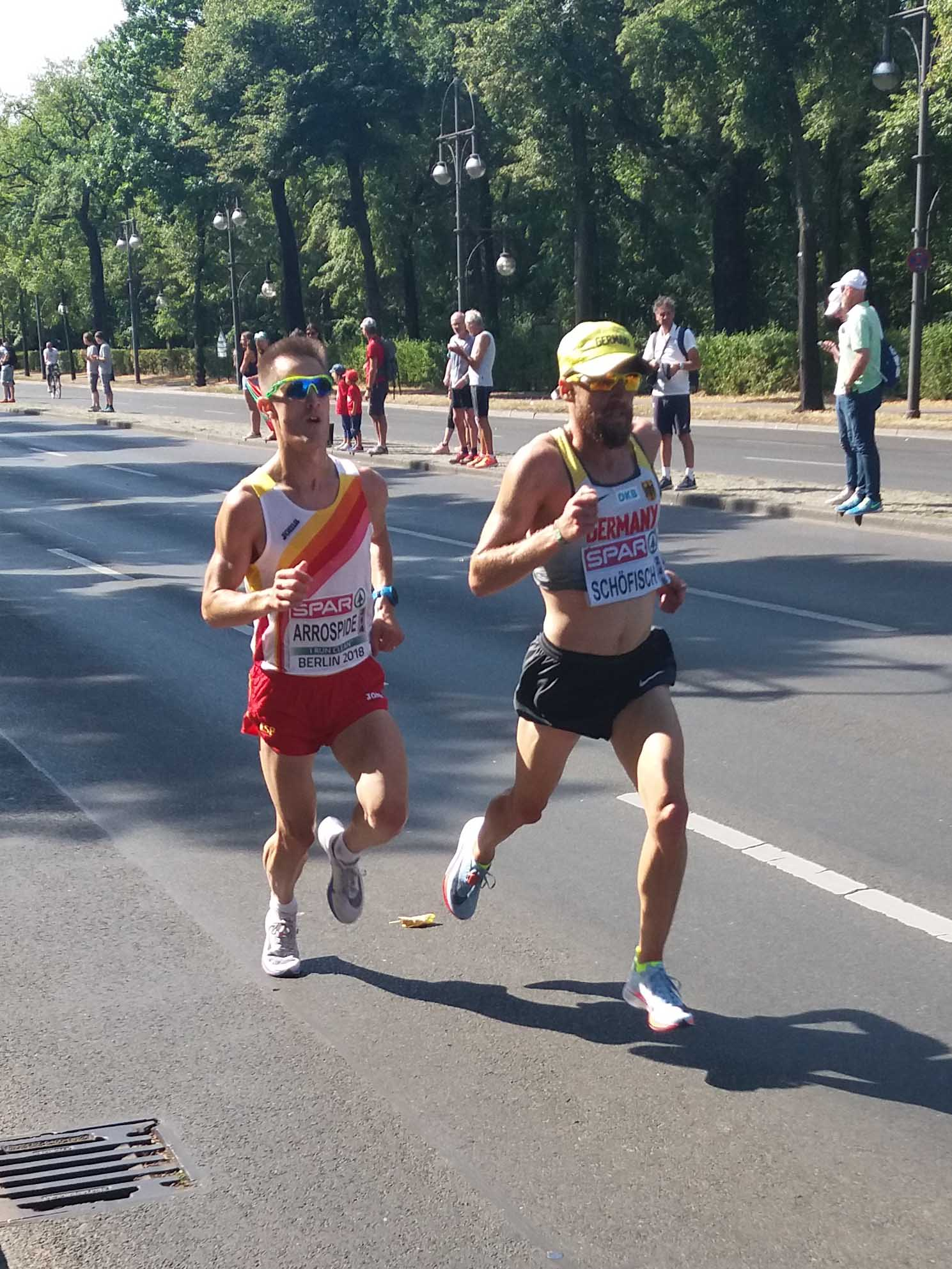
Markus Schöfisch – Platz 46
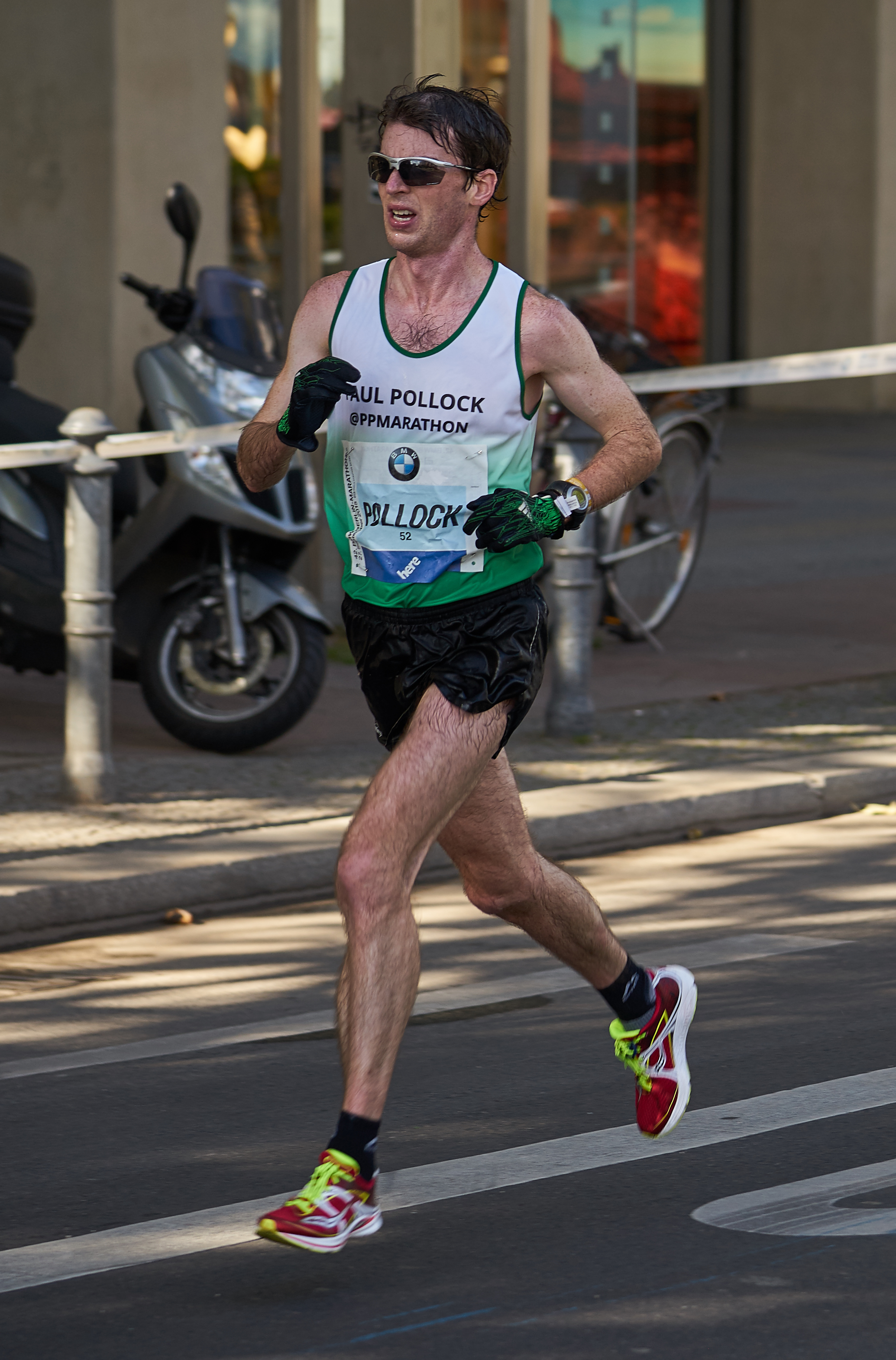
Paul Pollock – Platz 47
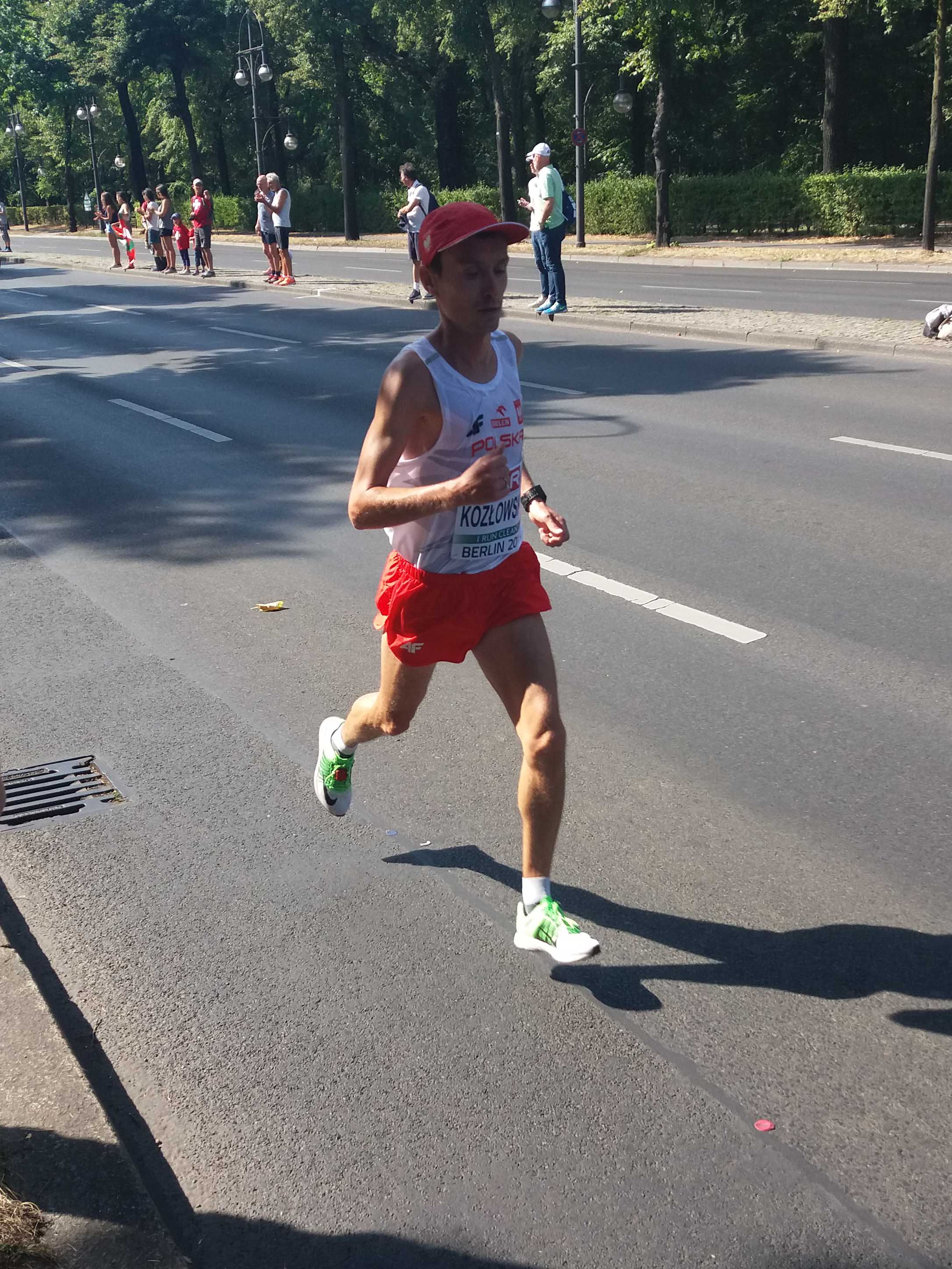
Artur Kozłowski – Platz 52

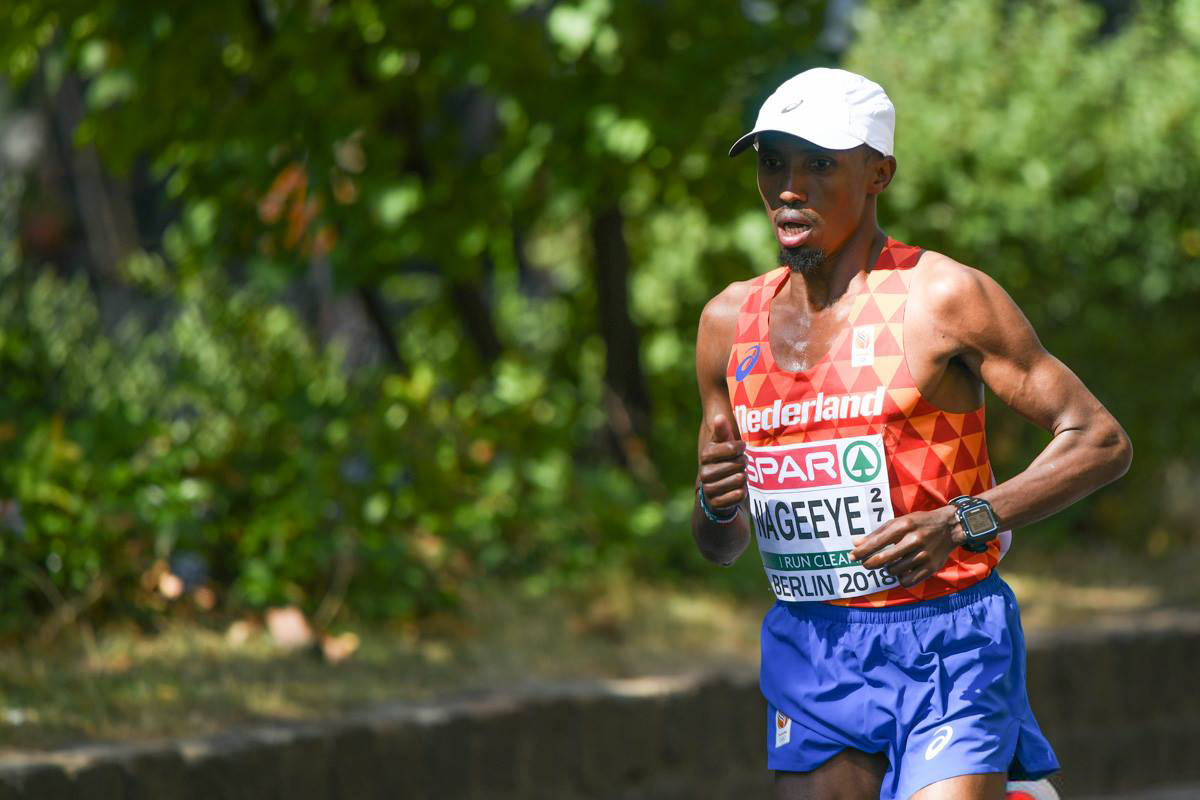
Abdi Nageeye – Rennen nicht beendet
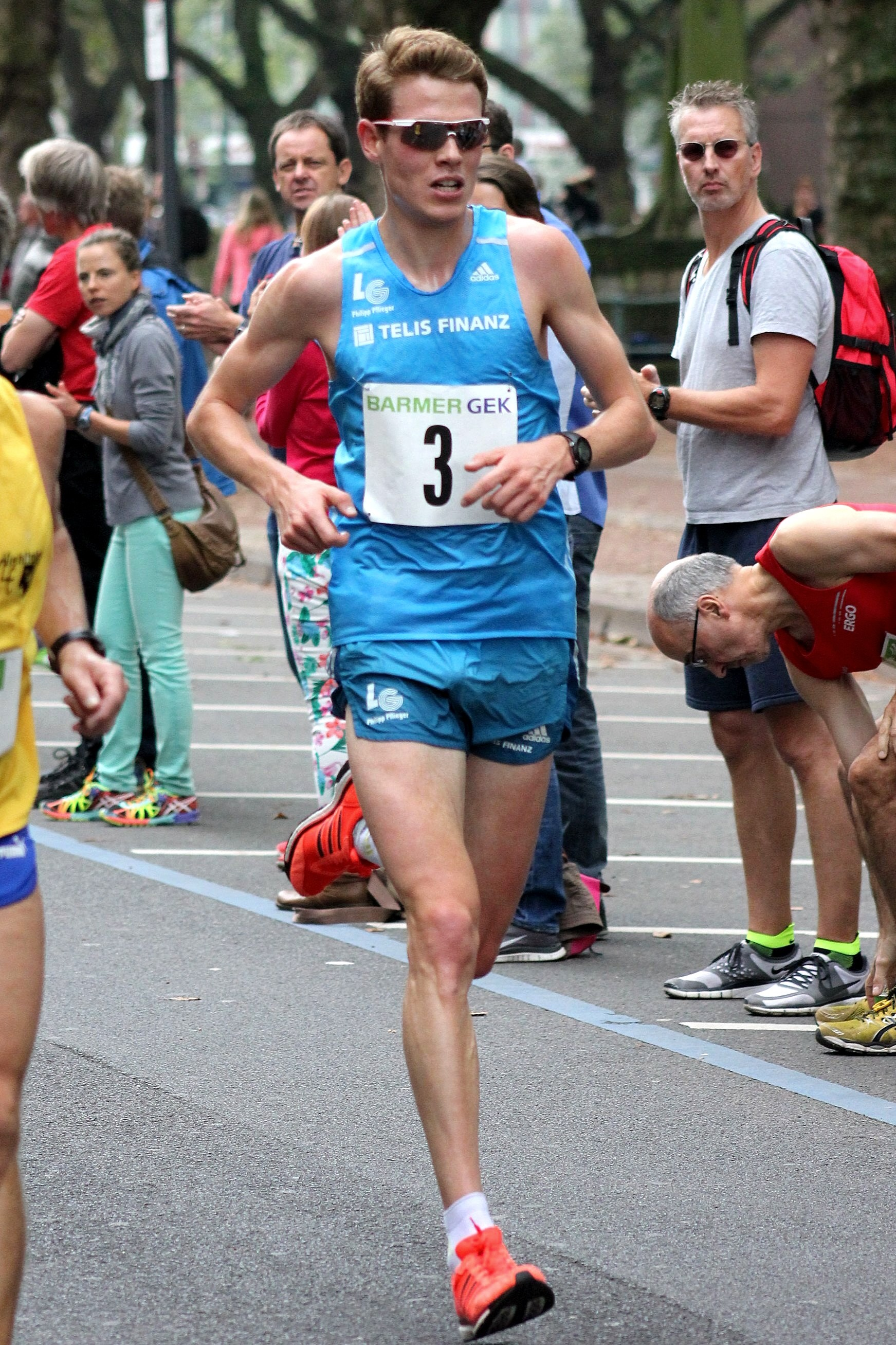
Philipp Pflieger – Rennen nicht beendet
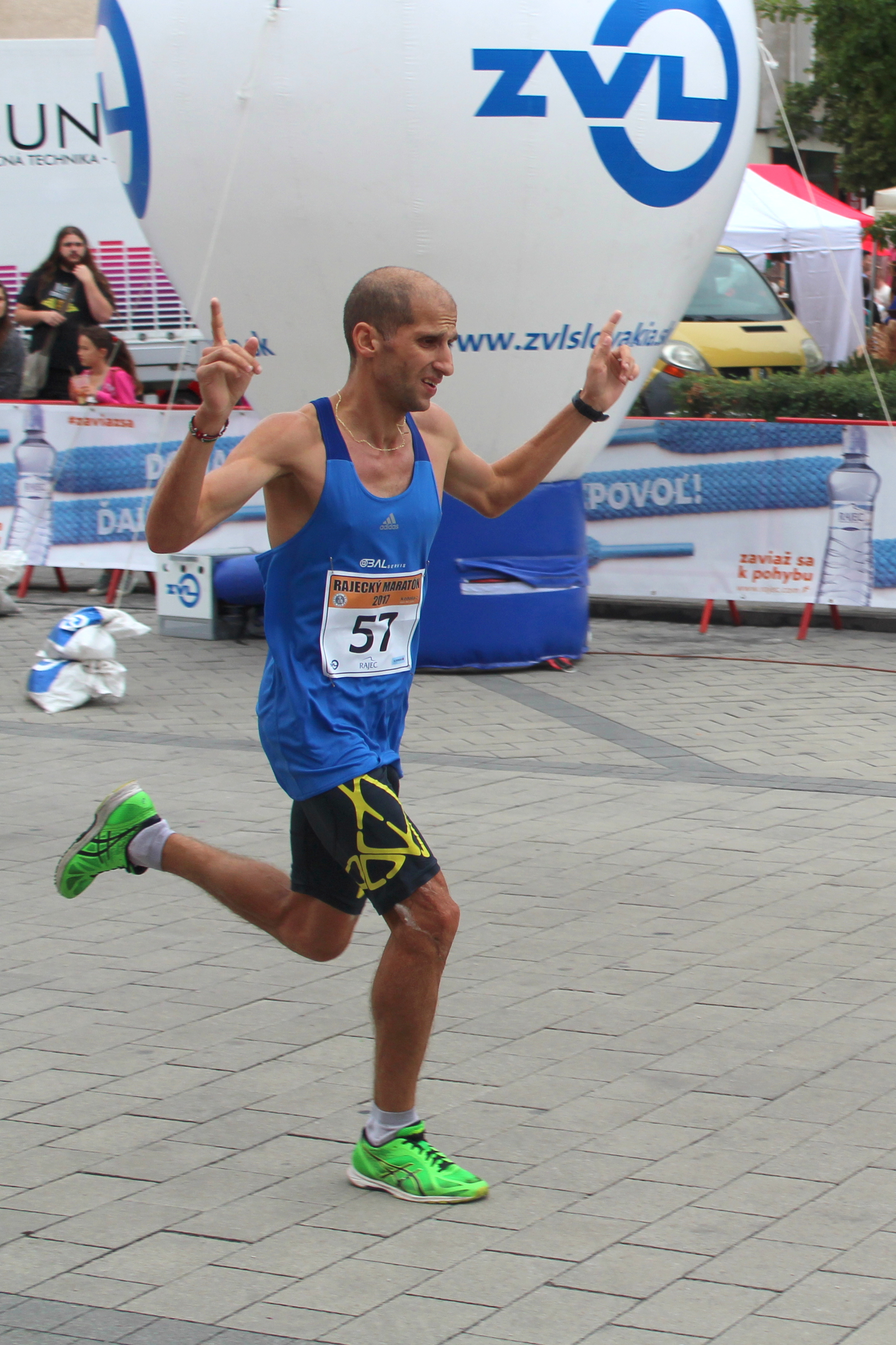
Tibor Sahajda – Rennen nicht beendet

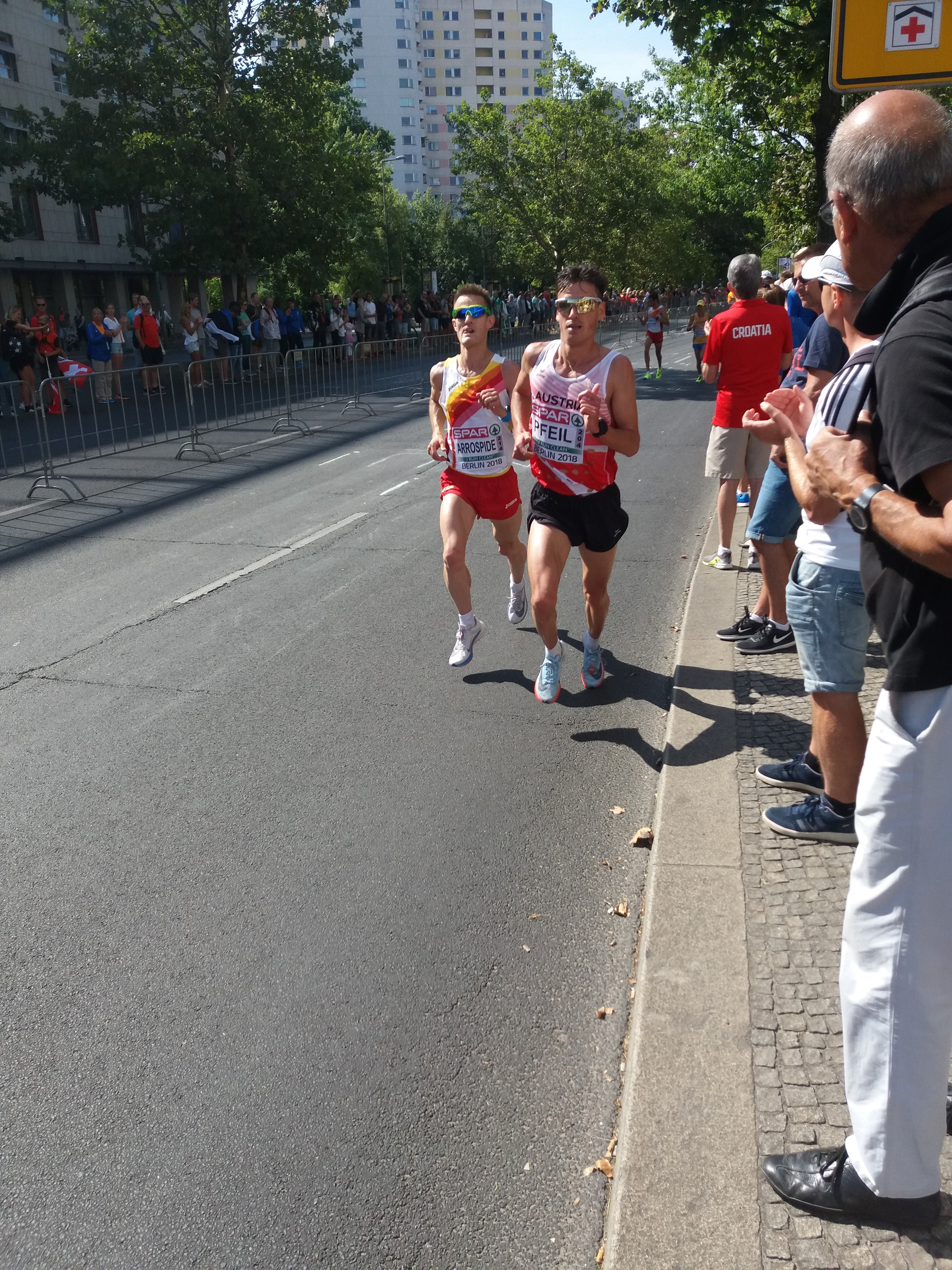
Valentin Pfeil – Rennen nicht beendet
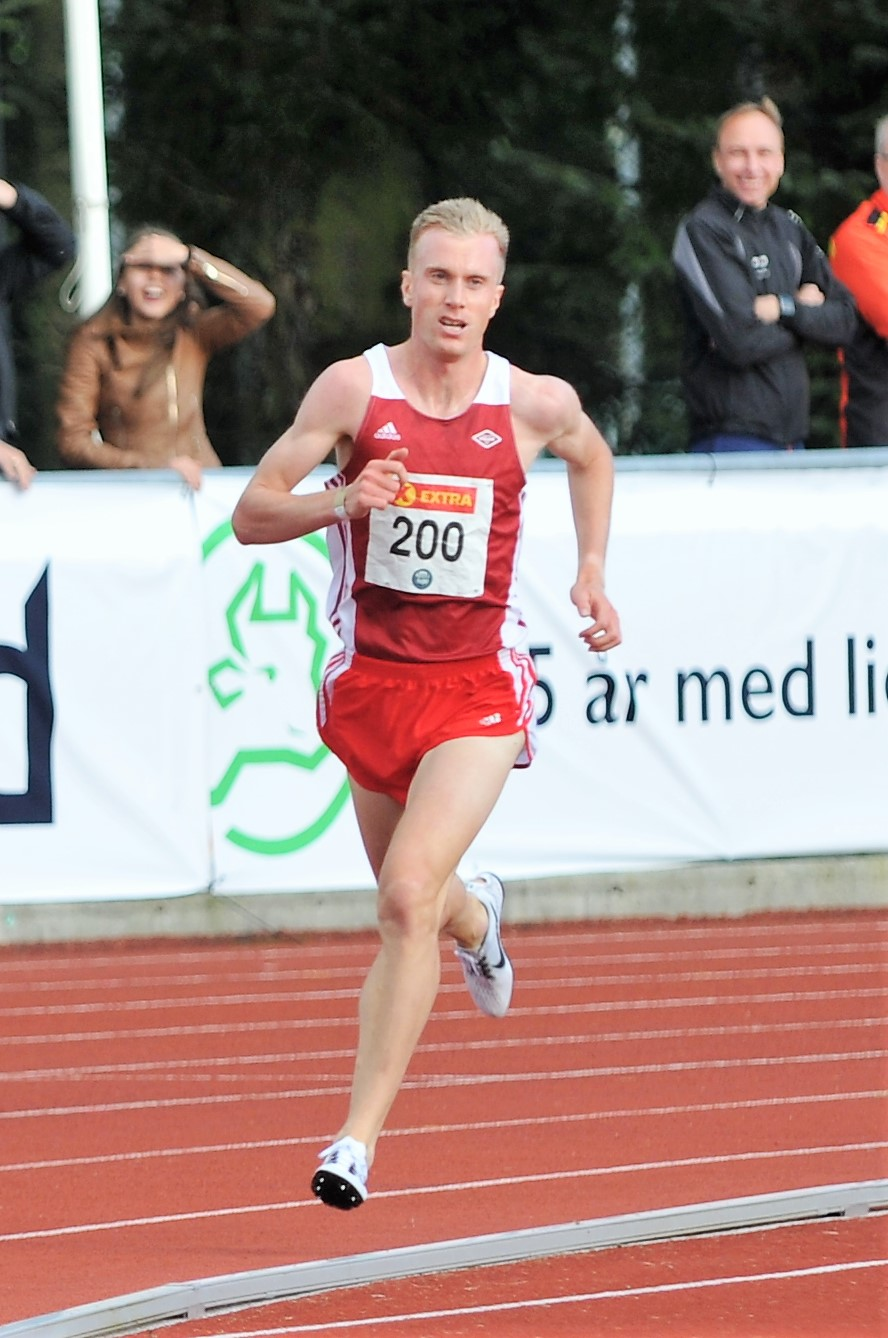
Sondre Nordstad Moen – Rennen nicht beendet
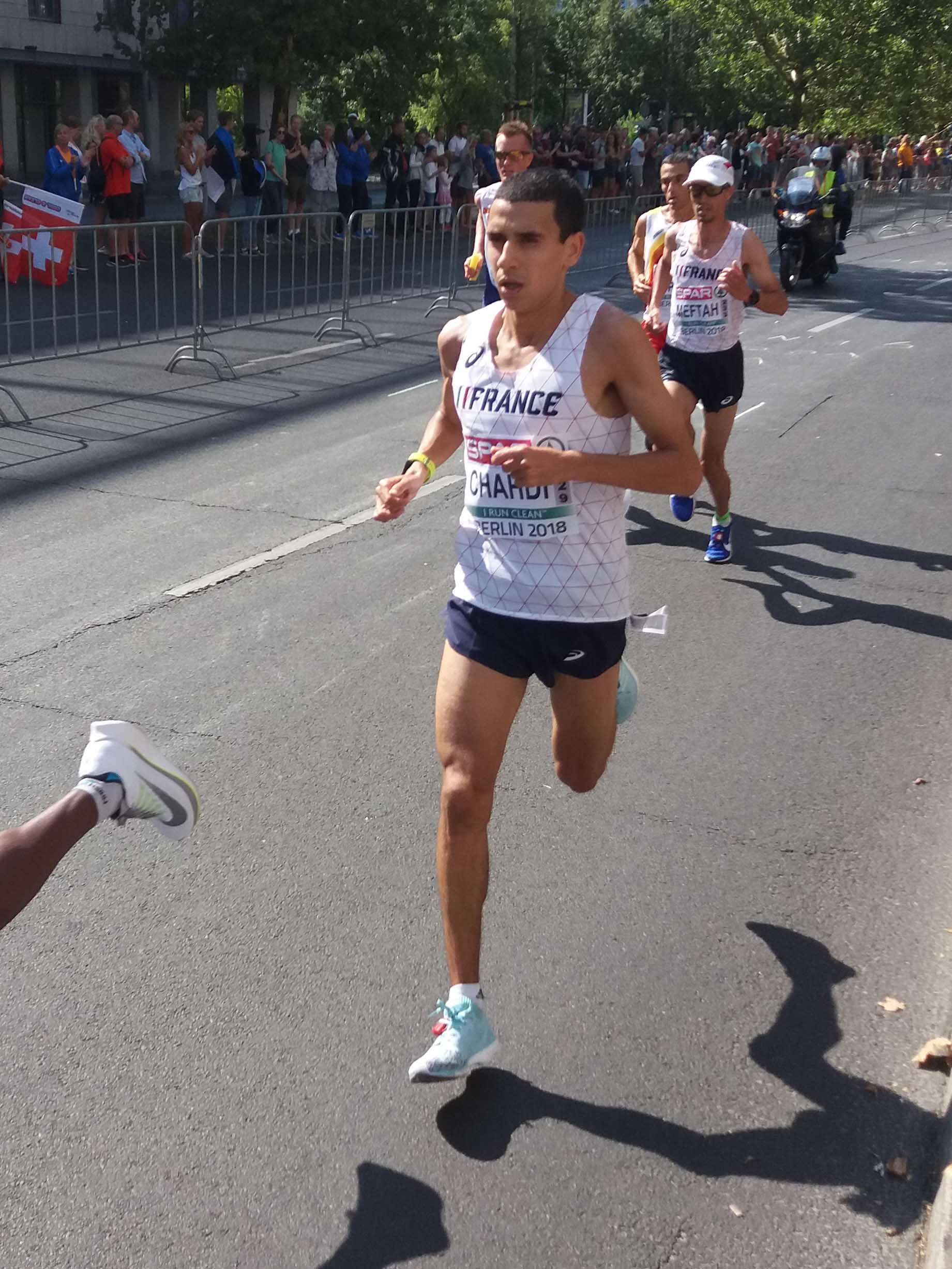
Hassan Chahdi – Rennen nicht beendet
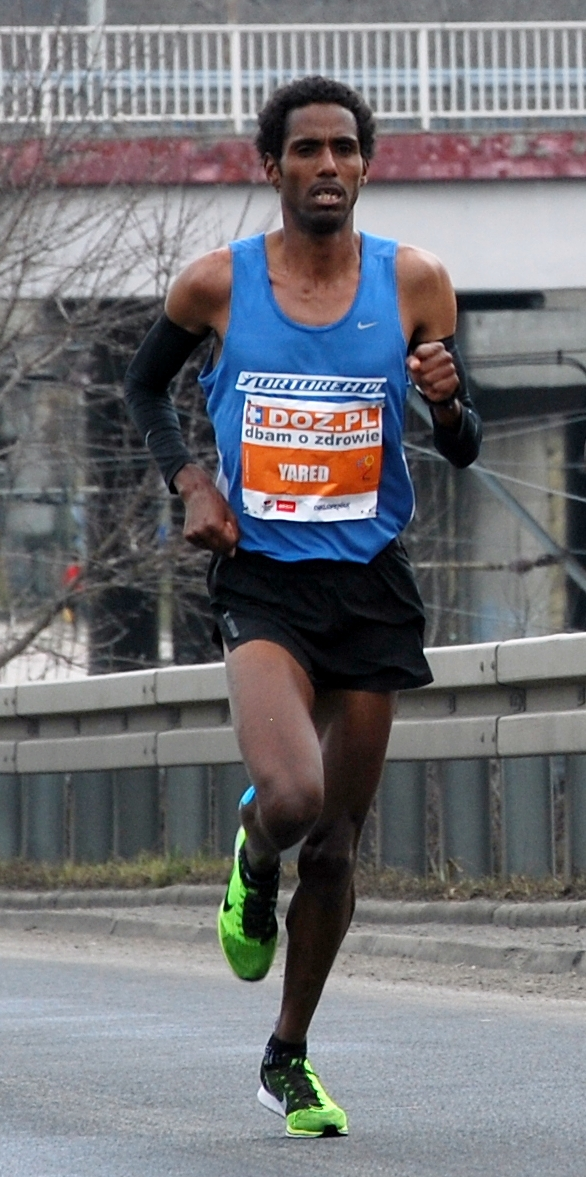
Yared Shegumo – Rennen nicht beendet